# Индуизм

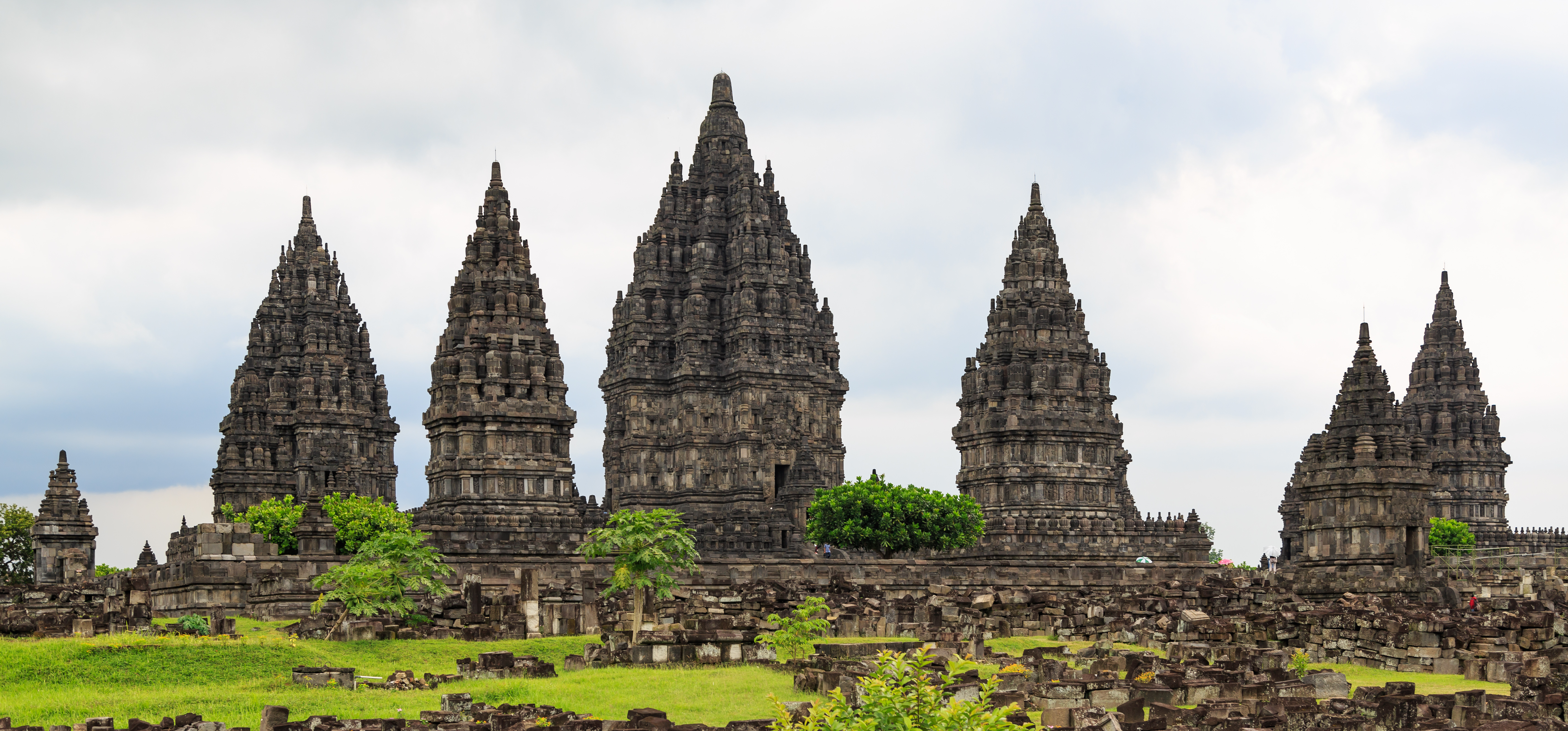
Прамбанан — грандиозный индуистский храмовый комплекс на острове Ява (Индонезия).

Индуи́зм — одна из индийских религий, которую часто описывают как совокупность религиозных традиций и философских школ, возникших на Индийском субконтиненте и имеющих общие черты. Историческое название индуизма на санскрите — сана́тана-дха́рма (санскр. सनातन धर्म, IAST: sanātana dharma), что в переводе означает «вечная религия», «вечный путь» или «вечный закон».
Индуизм уходит своими корнями в ведийскую, хараппскую и дравидийскую цивилизации. В отличие от авраамических религий, у индуизма не было своего основателя, в нём отсутствуют единая система верований и общая доктрина. Индуизм представляет собой семейство разнообразных религиозных традиций, философских систем и верований, основанных на монотеизме, политеизме, панентеизме, пантеизме, монизме и даже атеизме. Типичными для индуизма можно признать такие религиозные положения, как дхарма, карма, сансара, майя, мокша и йога.
В индуизме существует большое количество священных писаний, которые делятся на две основные категории: шрути и смрити. Важными индуистскими текстами являются Веды, Упанишады, Пураны, эпосы «Рамаяна» и «Махабхарата» (частью которой является «Бхагавадгита») и Агамы.
Индуизм исповедуют более 1 млрд человек — это третья по числу последователей религия в мире после христианства и ислама. Индуисты составляют большинство населения Индии и Непала. Значительное количество приверженцев индуизма насчитывается в таких странах, как Бангладеш, Шри-Ланка, Пакистан, Индонезия, Малайзия, Сингапур, Маврикий, Фиджи, Суринам, Гайана, Тринидад и Тобаго, Великобритания, Канада и США.
Во второй половине XX века индуизм распространился за пределы Индии, перешагнул национальные границы и приобрёл много последователей по всему миру. Широко распространились и стали привычными такие характерные для индуизма идеи, как карма, йога и вегетарианство.
Некоторые аспекты и практики индуизма подвергаются критике. В частности, осуждение вызывают обряд самосожжения вдов и дискриминация, основанная на кастовой принадлежности.

## Этимология

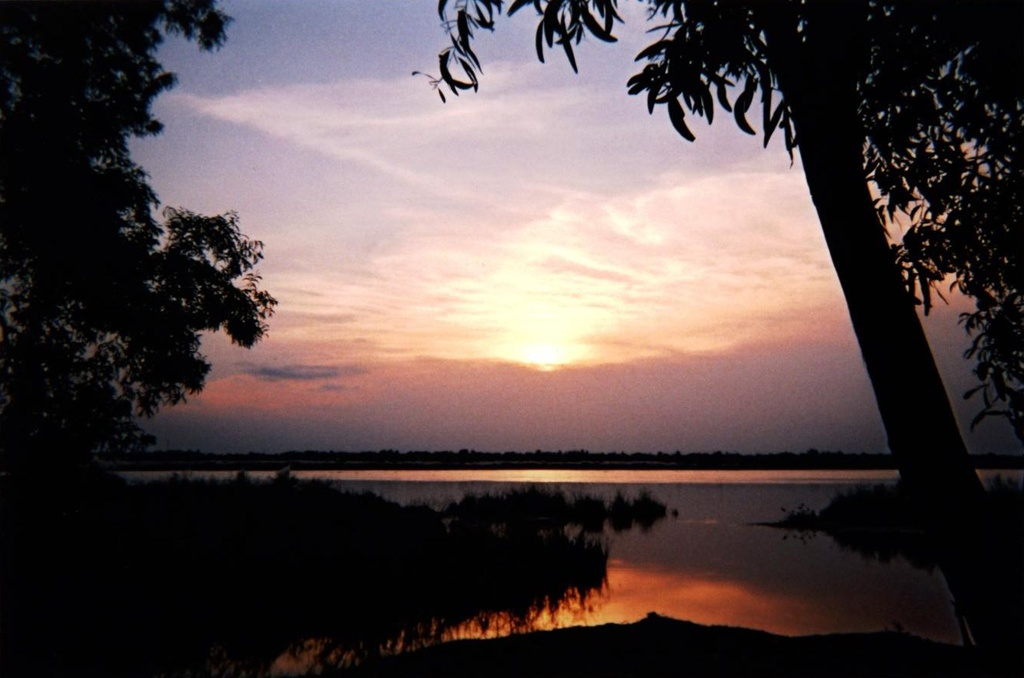
Закат солнца над Гангом в Маяпуре. На протяжении тысячелетий индуисты почитают реку Ганг и поклоняются ей в форме олицетворяющей её богини Ганги.

Термин «индуизм» произошёл от персидского слова хинд, которым называли долину реки Инда, и которое, в свою очередь, произошло от индоарийского синдху («океан» или «река»). В арабском языке термин «аль-хинд» до сих пор обозначает жителей современной Индии.
Начиная с VIII века, после того, как ислам проник в долину реки Инда, персидские авторы начали проводить различие между мусульманами и «неверными», называя последних «индусами». В том же значении термин «индус» используется в текстах кашмирского шиваизма XV века. Термин «индус» также встречается в текстах бенгальского вайшнавизма XVI века, где им обозначали тех, которые не были яванами или мусульманами.
В конце XVIII века англичане начали называть «индусами» обитателей полуострова Индостан, которые не были мусульманами, джайнами, сикхами или христианами. Под ним стали понимать широкий спектр религиозных взглядов и практик. Сам термин «индуизм» появился в начале XIX века в результате добавления к слову «hindu» суффикса «изм». В 1816 году Рам Мохан Рой стал, возможно, первым индуистом, применившим этот термин. Впоследствии понятие «индуизм» было принято индийцами в ходе их борьбы за независимость. Борцы за независимость рассматривали индуизм как противовес колониализму, как религию, способную соперничать с христианством и сравняться с ним, воплотив в себе идею равенства.

## Определение индуизма, его типология и направления

### Определение
Дать определение индуизму трудно из-за широты спектра объединяемых им традиций и верований. Как правило, общим термином «индуизм» называют семейство разнородных традиций, принимающих авторитет Вед. В то же самое время принадлежность какой-либо традиции к индуизму не зависит от её древности или от того, насколько её вероучение и религиозные практики действительно основаны на Ведах. Некоторые течения, относимые к сфере индуизма, вообще не признают Веды откровением. Они основываются на собственных писаниях и традициях, но при этом почитают тех же богов и следуют основным морально-этическим постулатам индуизма. Таким образом, индуизм не может рассматриваться как «категория» в классическом понимании этого слова: когда объекты однозначно либо принадлежат к ней, либо нет. Не являясь единой религией, индуизм представляет собой семейство религий и традиций. В индуизме отсутствует унифицированная система верований и общая доктрина. Нет в нём также централизованного органа управления. В истории индуизма, в отличие от других мировых религий, не было какого-то одного основателя. Несмотря на это, индуизм обладает своей собственной уникальной формой и чертами, выделяющими его в отдельную религию. Индуизм часто сравнивают с баньяновым деревом, постоянно пускающим новые корни, которые со временем превращаются в стволы, также пускающие побеги. Этот пример наглядно показывает не только разнообразие индуизма, но и взаимосвязь, существующую между его различными течениями.
По мнению британского востоковеда Роберта Ч. Зенера, «вполне возможно быть достойным индуистом вне зависимости от личного мировоззрения, которое может тяготеть к монизму, монотеизму, политеизму или даже атеизму». Зенер даже доходит до утверждения, что индуизм — это религия, которая не нуждается в существовании или несуществовании Бога или богов. Более определённо, индуизм может рассматриваться как совокупность трёх главных течений: одно придаёт особое значение личному творцу или богу, второе акцентирует внимание на имперсональном Абсолюте, третье основывается на плюралистичности и неабсолютности.

### Типология
Некоторые учёные рассматривают типологию из шести основных видов индуизма, и ряда менее значительных его разновидностей.
- Древнейшей формой индуизма выступают народные верования, для которых характерно поклонение местным божествам и обожествлённым формам.
- ведийский индуизм, основанный на священных текстах индуизма, в особенности на ведийских писаниях, самым важным и древним из которых принято считать «Ригведу».
- ведантический индуизм базируется на Упанишадах — религиозно-философских трактатах, примыкающих к четырём Ведам.
- Направление йоги в индуизме представлено в «Йога-сутрах» Патанджали.
- Дхармический индуизм проявляется в повседневном следовании определённым моральным устоям. Он широко распространён, и его отличает неопределённость в отношении принадлежности к какой-либо конкретной философской школе или течению.
- Бхакти, или путь «любовного преданного служения Богу» в одной из его форм или аватар[21]. Основной традицией бхакти в индуизме является вайшнавизм[21].

Такое членение крайне условно — к примеру, «следование определённым моральным устоям» (в данной таблице — «дхармический индуизм») вполне присуще и остальным группам, выделенным в рамках этой концепции. То же самое относится и к большинству других пунктов.

### Направления
В индуизме не существует общей, центральной доктрины, авторитетной для всех индуистских традиций, а многие индуисты вообще не считают, что принадлежат к какой-либо определённой традиции. Учёные, однако, выделяют в современном индуизме четыре основных направления:
- Вишнуизм (вайшнавизм)
- Шиваизм
- Шактизм
- Смартизм

Основная разница между данными направлениями индуизма заключается в том, какой форме бога оказывается поклонение как Всевышнему, и в традиции, связанной с этим поклонением. Последователи монотеистической традиции вайшнавизма поклоняются Вишну и его основным аватарам, таким как Кришна и Рама, как богу в различных Его формах, или ипостасях. Г. М. Бонгард-Левин в своей монографии «Древнеиндийская цивилизация» утверждает, что «изучение индуизма как религии обычно начинают» именно с вайшнавизма, который возник раньше шиваизма и «всегда имел больше приверженцев». Шиваиты поклоняются Шиве; Шакты — Шакти, олицетворённой в женском божестве или богине-матери Дэви, тогда как смарты верят в единство пяти божеств Шанмата, которые выступают как персонификация Всевышнего. Другие направления в индуизме, такие как ганапатья (культ поклонения Ганешу) и саура (поклонение богу Солнца Сурье), не имеют много последователей и не распространены так широко. Есть также движения, которые трудно отнести к одной из упомянутых выше категорий. Как, например, «Арья-самадж» Даянанды Сарасвати, отвергающий поклонение мурти и делающий основной упор на Веды и ведийские огненные жертвоприношения. Также как и последователи других религий, некоторые индуисты считают свою традицию более значимой, чем остальные. Многие индуисты, однако, рассматривают другие традиции индуизма как приемлемые альтернативы своей собственной. Понятия ереси, как таковой, в индуизме не существует.

## Верования
Хотя невозможно сформулировать безупречное определение индуизма и общую для всех направлений индуизма доктрину, существуют практики и верования, которые занимают в индуизме центральное место, и которые можно признать типичными для индуизма:
- Дхарма — морально-нравственный долг, этические обязательства.
- Сансара — круговорот рождения и смерти, вера в перевоплощение души после смерти в тела животных, людей, богов.
- Карма — вера в то, что порядок перерождений определяется совершёнными при жизни поступками и их последствиями.
- Мокша — освобождение из круговорота рождения и смерти, сансары.
- Йога в различных её направлениях.

### Понятие Бога

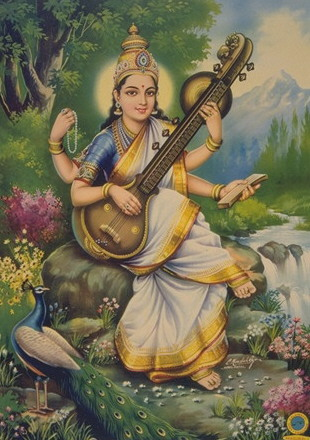
Сарасвати — богиня знания, мудрости и искусства.

Большинство индуистов признают Божественную реальность, которая творит, поддерживает и разрушает вселенную, но некоторые индуистские течения отвергают эту идею. Большинство индуистов верят во вселенского Бога, который одновременно находится внутри каждого живого существа и к которому можно приблизиться различными путями. В понимании индуиста, верховному существу можно поклоняться в бесчисленных формах — в форме Шивы как великого аскета-йогина, в форме человекольва, в форме прекрасной девушки или даже в форме бесформенного камня. Верховное существо может проявляться как изваяния в храмах или как ныне живущие гуру и святые.
Индуизм представляет собой семейство самых разнообразных философских систем и верований, основанных на монотеизме, политеизме, панентеизме, пантеизме, монизме и даже атеизме. Иногда индуизм относят к генотеизму (поклонение одному богу и в то же самое время принятие существования других богов), но использование любого подобного термина является чрезмерным упрощением сложной и разнообразной системы верований индуизма. Хотя индуизм часто характеризуют как политеизм и объектами поклонения в нём действительно являются разные божества, многие индуисты считают их лишь различными формами или проявлениями единой духовной сущности. Так, индуистский автор Ситансу Чакраварти описывает понятие бога в индуизме следующим образом:
Индуизм — это монотеистическая религия, последователи которой верят в то, что Бог проявляет себя в различных формах. Человек может поклоняться той из форм Бога, которая наиболее близка ему, при этом относясь уважительно к другим формам поклонения.
Абсолютное большинство индуистов верят в то, что дух или душа, называемая атманом, является вечной, изначальной, истинной сущностью каждого индивида. Согласно монистическим/пантеистическим богословским школам в индуизме (таким как адвайта-веданта), атман изначально неотличим от верховного духа Брахмана. Они описывают Брахман как «Единый и неделимый» и поэтому эти школы называют «монистическими». Согласно школе адвайта-веданты, целью жизни человека является осознание себя как атмана и своего единства с Брахманом. В некоторых Упанишадах утверждается, что тот, кто полностью осознаёт атман внутри себя и его единство с Брахманом, достигает мокши (освобождения).
Однако большинство индуистов принадлежит к так называемым дуалистическим направлениям внутри индуизма, являющимся частью движения бхакти. Они рассматривают Брахман как безличный аспект личностного Бога, которому они поклоняются в форме Вишну, Кришны, Шивы или Шакти. В традициях бхакти считается, что атман находится в постоянной зависимости от Бога, и достижение мокши возможно только через любовь к Богу и по милости Бога. Когда Бог рассматривается как Верховная Личность (а не как бесконечный безличный принцип), его называют Ишвара («Господь»), Бхагаван («Всеблагой»), или Парамешвара («Всевышний Господь»).
Исторически в индуизме также существовали философские школы, которые придерживались атеистических воззрений.
В Пуранах и индуистских эпосах «Махабхарате» и «Рамаяне» описывается много историй о том, как божества нисходят на Землю в человеческом облике, с целью восстановить дхарму в обществе и привести человечество к мокше (освобождению из круговорота рождения и смерти). Такие воплощения божеств называются «аватара». Самыми главными аватарами Вишну (которого большинство последователей вайшнавизма рассматривают как изначальную форму Бога) являются Кришна (главный герой «Махабхараты») и Рама (протагонист «Рамаяны»). В большинстве вайшнавских традиций индуизма Кришну считают наиболее полной аватарой Вишну, в которой проявились все трансцендентные качества личностного Абсолюта. В таких течениях вайшнавизма, как гаудия-вайшнавизм, пуштимарга и нимбарка-сампрадая, являющихся частью кришнаизма, Кришне поклоняются как сваям-бхагавану — верховной форме Бога, источнику как всех аватар, так и самого́ Вишну.

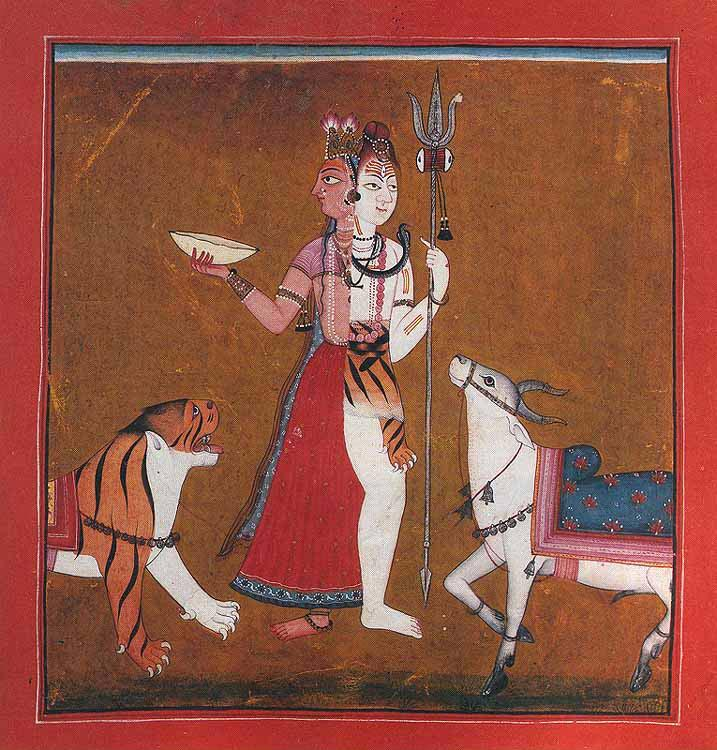
Ардханари — символ бога как наполовину мужчины — наполовину женщины.

#### Мужской и женский аспекты верховного божества

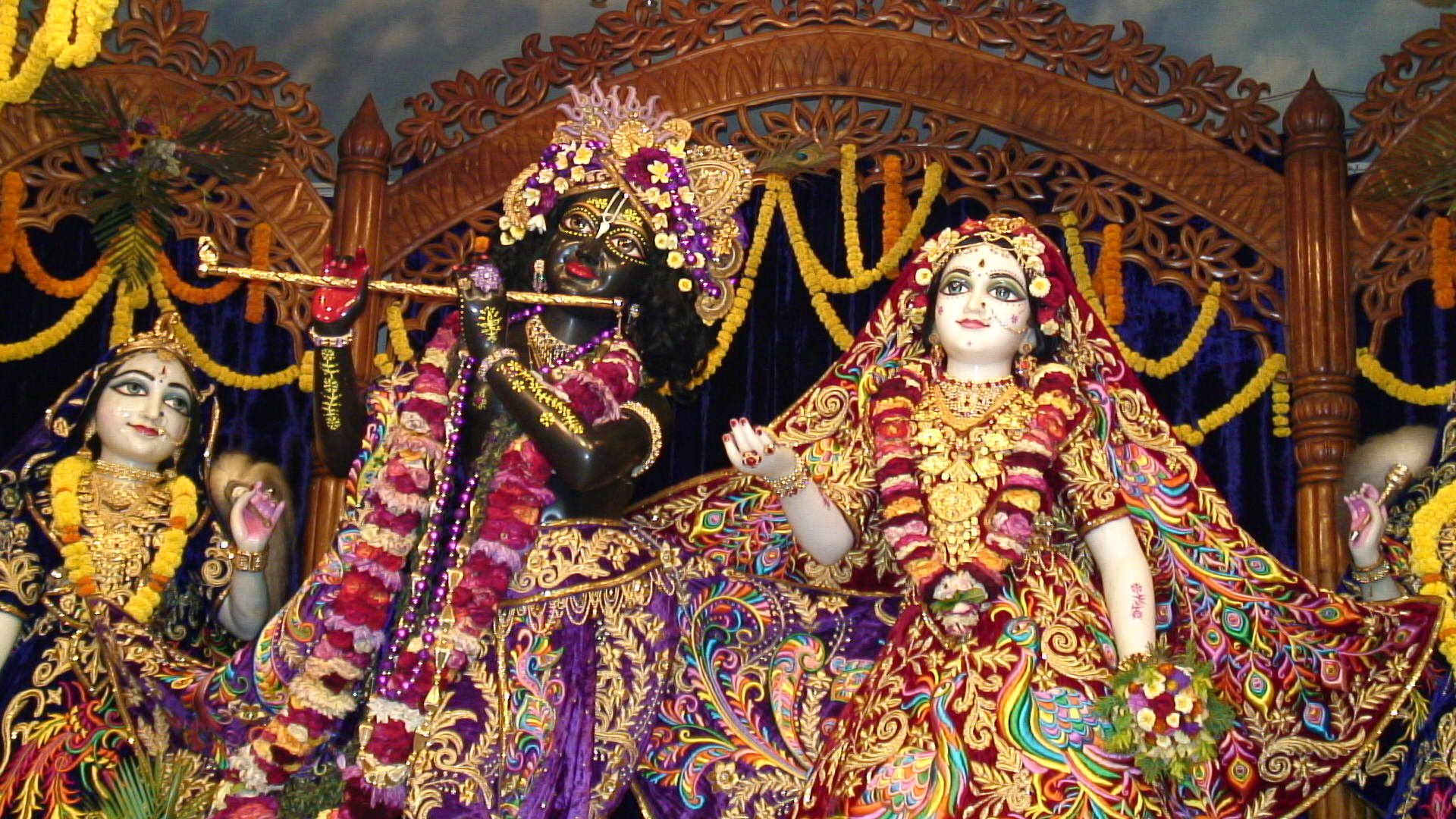
Мурти Радхи и Кришны в кришнаитском храме в Маяпуре, Западная Бенгалия. В монотеистической традиции вишнуизма распространено поклонение богу в Его мужской и женской формах как Радхе-Кришне и как Лакшми-Нараяне.

Одни традиции в индуизме поклоняются Богу в его безличной форме как Брахману (сам термин «брахман» на санскрите — слово среднего рода), тогда как другие направления индуизма представляют Бога как имеющего мужскую и женскую формы и даже рассматривают женскую форму Бога как источник мужской.
С точки зрения древнеиндийской философской школы санкхья космическое творение представляет собой результат взаимодействия мужской и женской энергий Абсолюта, где материя или материальная энергия называется пракрити и представляет собой женское начало, а духовная энергия, представляющая мужской дух или мужское начало, называется пуруша. Как пракрити, так и пуруша являются изначальными, вечными энергиями, существующими до проявления материального космоса. Изначальная природа пракрити характеризуется пассивностью и инертностью; пракрити приходит в движение только после контакта с кинетическим пурушей, в результате которого проявляются различные формы материального космоса.
В большинстве традиций вишнуизма Вишну считается всевышним Богом и выступает как мужское начало, одновременно оставаясь за пределами гендерных различий, которые применяются к Нему только ради живых существ, из-за своей материальной обусловленности не способных постичь его всецело духовное положение. Многие последователи вишнуизма поклоняются Лакшми и Вишну как обладающим равным по могуществу мужской и женской формам Бога. Последователи шиваизма применяют ту же самую философскую концепцию по отношению к Шиве и Парвати. В гаудия-вайшнавизме особо подчёркивается важность поклонения женской ипостаси Бога — Радхе, которая ставится выше Кришны — её возлюбленного, мужскую ипостась. В этой традиции Чайтанья рассматривается как совместная аватара Радхи и Кришны — мужская и женская ипостаси, слившиеся в одно.
В философии адвайта утверждается, что все существующие божества — как женские, так и мужские — являются различными формами безличного Абсолюта Брахмана, который нейтрален и не поддаётся описанию или определению. Брахман рассматривается как Бог, изначально не обладающий личностью или атрибутами (ниргуна-брахман), но временно принимающий личностные формы (сагуна-брахман). В адвайта-веданте Ишвара, личностный аспект Бога — это проявление иллюзорной формы Брахмана в человеческом уме.

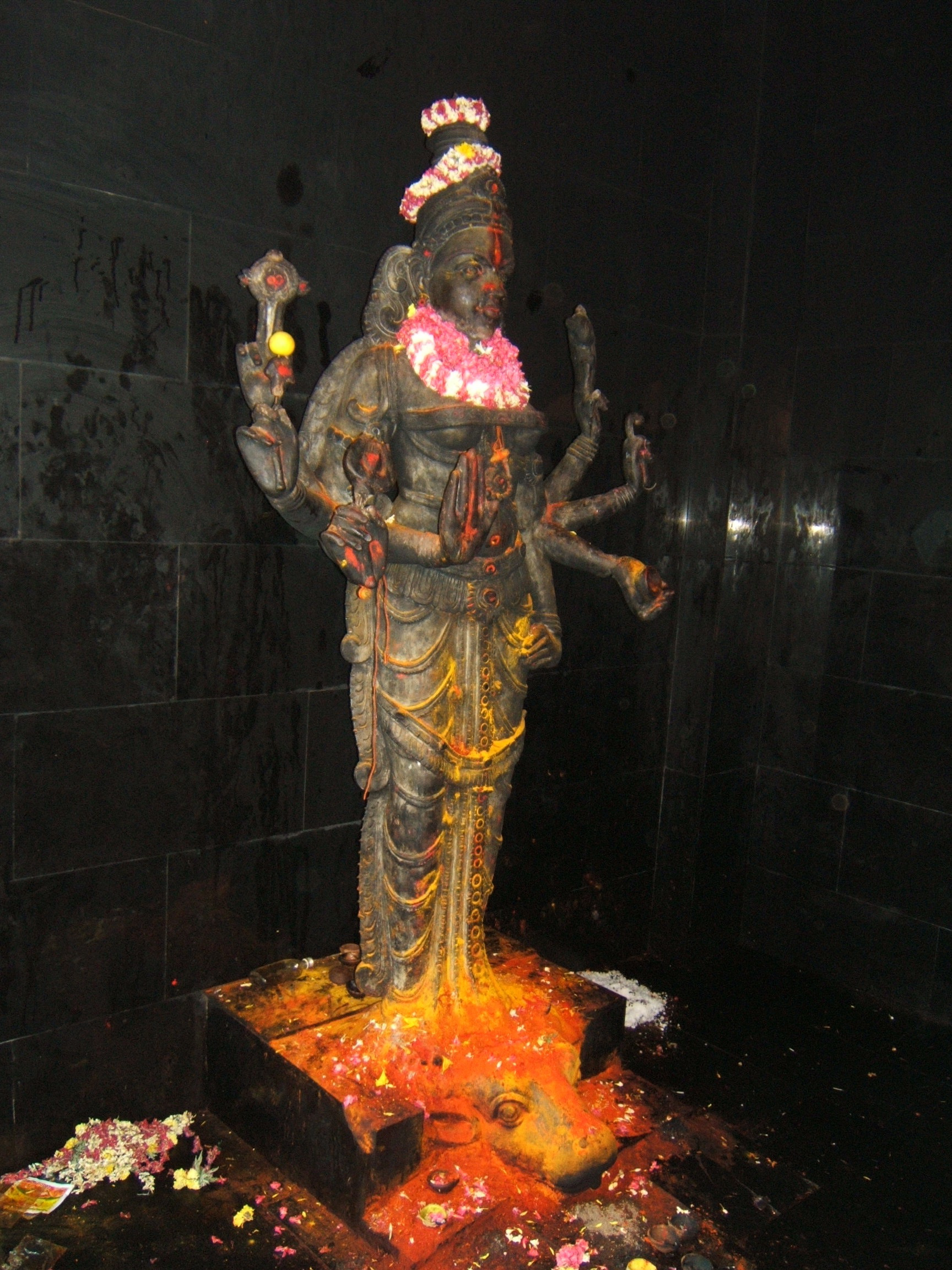
Мурти Дурги, основной объект поклонения в традиции шактизма, в одном из храмов в Тируваннамалай, Тамилнад

В традициях шактизма Богу поклоняются как божественному женскому началу, как изначальной богине-матери Шакти или Дэви в различных её формах и ипостасях. В отсутствие шакти, мужское начало рассматривается как пассивное и бездейственное. В ортодоксальном шактизме великой богине-матери, или Махадеви, поклоняются как всевышней, как олицетворению верховного Брахмана, единой и неделимой, из которой исходят все остальные божества (как мужские, так и женские) и которая является изначальным источником материального и духовного мира. Ни в какой другой религиозной традиции мира не встречается доктрина, отличающаяся такой откровенно «женской» ориентацией.

### Дэвы
В литературе индуизма описываются небесные существа дэвы (или в женском роде дэви). Этот термин можно перевести с санскрита как «светящиеся», «блистающие», «боги», «божества». Дэвы являются неотъемлемой частью индуистской культуры: их изображают в искусстве, архитектуре, иконографии, они описываются в индийской эпической поэзии и Пуранах. В понимании большинства индуистов дэвы являются слугами Ишвары, верховного личностного Бога, которому индуисты поклоняются в одной из Его форм как своему иштадевате («избранному идеалу»). Этот выбор может основываться как на личных предпочтениях верующего, так и на региональных и семейных культовых традициях поклонения.

### Карма и сансара

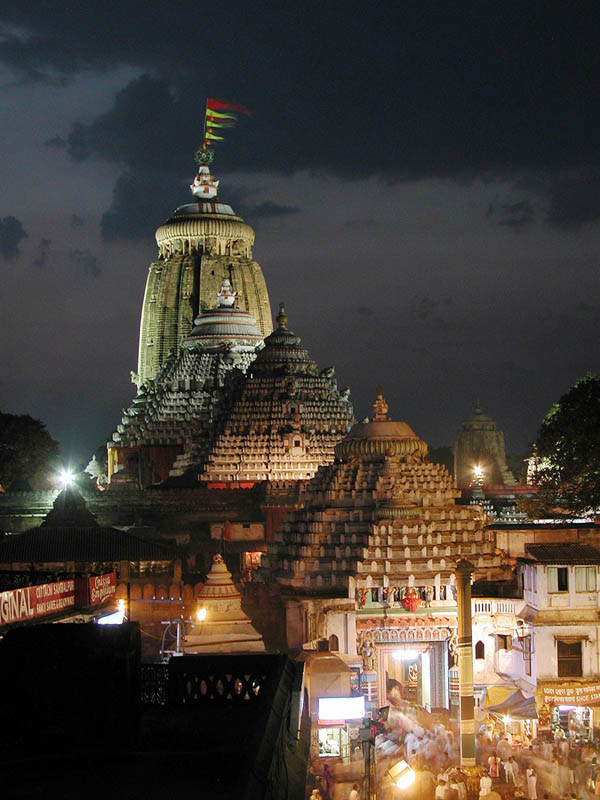
Храм Джаганнатхи в Пури (Орисса, Индия) — место паломничества почитателей Вишну/Кришны.

Карма буквально переводится как «действие», «деятельность» или «работа» и может быть описана как «закон действия и воздаяния». Согласно Упанишадам, сознание человека, читта или четана, представляет собой тонко-материальный орган, который с помощью праны отражает сознание души (дживы или атмана). Читта — это совокупность манаса (подсознательного ума), ахамкары (эго, системы представлений о себе) и буддхи (сознательного ума, воспринимающей способности). Прана — это посредник между дживой и читтой, которая является первым и самым тонким материальным элементом. Описывается, что джива, насыщающая прану сознанием, находится в районе физического сердца человека. Читта — это хранилище материального опыта индивидуума с огромным количеством самскар (впечатлений, отпечатков) от любых действий, которые он совершает, как на физическом, так и на умственном уровне. Накопленная в нём информация выступает как призма, сквозь которую человек смотрит на мир. Всё, что он видит, он сравнивает со своим прошлым опытом, таким образом воспринимая реальность в искажённом виде. Самскары сохраняются и переносятся из жизни в жизнь в сознании индивидуума. В каждой жизни самскары формируют единственную в своём роде психо-физическую природу человека, определяя его наклонности и желания, определяя его карму. Таким образом, концепция всеобщего, нейтрального и безошибочного закона кармы непосредственно связана с реинкарнацией, а также с личностью индивида, его качествами и его семьёй. Карма сплетает вместе понятия свободы воли и судьбы. Круговорот «деятельности, последствий деятельности, рождения, смерти, и рождения заново» называется сансарой. Понятия реинкарнации и кармы лежат в основе индуизма и различных направлений в его философии и верованиях. В «Бхагавадгите» утверждается:
Как человек, снимая старые одежды, надевает новые, так и душа входит в новые материальные тела, оставляя старые и бесполезные.
Мир сансары обеспечивает эфемерные наслаждения, которые поддерживают в человеке желание рождаться снова и снова ради услаждения бренного материального тела. Освобождение из мира сансары через достижение мокши приносит вечное счастье и умиротворение.

### Конечная цель духовной практики
Конечная цель духовной практики обозначается такими терминами как «мокша», «нирвана» или «самадхи», и различными направлениями индуизма понимается по-разному:
- Осознание своего единства с богом
- Осознание своих вечных взаимоотношений с богом и возвращение в Его обитель
- Достижения чистой любви к Богу
- Осознание единства всего бытия
- Осознание своего истинного «я»
- Достижение совершенного умиротворения
- Полная свобода от материальных желаний

Достигнув конечной цели человеческого существования, индивидуум освобождается из сансары, таким образом прекращая цикл перевоплощений. Точное определение мокши даётся различными философскими школами индуизма по-разному. Например, адвайта-веданта утверждает, что после достижения мокши, атман прекращает своё существование как личность и сливается с безличным Брахманом. Последователи дуалистических школ двайты отождествляют себя как частички Брахмана, вечно обладающие индивидуальностью. После достижения мокши они ожидают попасть на одну из лок (планет) духовного мира, и навечно остаться там, наслаждаясь вечными взаимоотношениями с богом (Ишварой) в одной из Его ипостасей. Также говорится, что последователи двайты хотят «отведать сладость сахара», тогда как последователи адвайты хотят «превратиться в сахар».

### Понятия рая и ада
Понятия ада и рая представлены в пуранической литературе индуизма. Там описываются бесчисленные райские и адские локи (планеты или планы бытия), где умерших вознаграждают или наказывают в зависимости от совершённых ими благих или греховных поступков. Душа, попавшая в адские тонкие сферы бытия, может быть вызволена оттуда посредством жертвоприношений пищи и воды, которые должны проводиться её детьми и внуками в последнем её воплощении. Проведя на райских или адских планетах определённое время, душа проходит сквозь различные материальные элементы (землю, воду, воздух, огонь, эфир и другие, более тонкие элементы) и, наконец, заново рождается в одном из 8 400 000 типов тел, заполняющих вселенную, получая таким образом новую возможность достичь самоосознания.

### Жизненные идеалы
В классической философии индуизма описываются две основные жизненные дхармы (жизненных долга) человека: грихастха-дхарма и санньяса-дхарма. В грихастха-дхарме, или дхарме семейного человека, присутствуют четыре основных цели, называемые пурушартхи:
1. Дхарма — правильная деятельность, выполнение своего предписанного долга в согласии с наставлениями священных писаний
2. Артха — материальное благосостояние и успех
3. Кама — чувственные наслаждения
4. Мокша — освобождение из сансары

Среди четырёх пурушартх, дхарма и мокша имеют особое значение — на стадиях камы и артхи, человек должен действовать в согласии с принципами дхармы и рассматривать как конечную цель мокшу. Санньяса-дхарма, или дхарма тех, кто принял отречённый образ жизни, признаёт, но не использует каму, артху и дхарму, полностью сосредотачиваясь на мокше. Те, кто следует грихастха-дхарме, рано или поздно также достигают этой стадии. Некоторые, однако, приходят к санньяса-дхарме немедленно, независимо от того, на каком этапе они находились перед этим.
В ряде индуистских текстов утверждается, что дхарма сводится к пяти обобщённым принципам: ахимса — ненасилие, сатья — правдивость, астея — неворовство, шауча — чистота, индрия-ниграха — обуздание чувств.

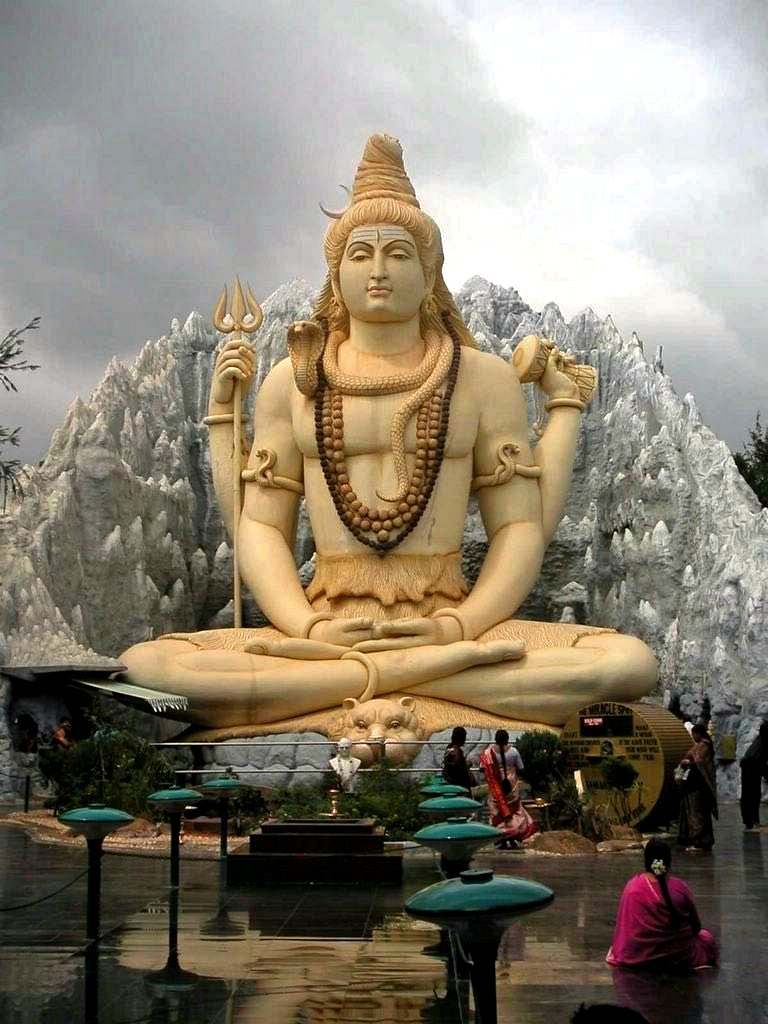
Статуя, изображающая Шиву в медитации. Бангалор, Карнатака

### Йога
Независимо от того, какова конечная цель жизни для индуиста, существует несколько методов йоги, которые были даны мудрецами для достижения этой цели. К базовым текстам, в которых описываются различные виды йоги, относятся «Бхагавадгита», «Йога-сутры», «Хатха-йога-прадипика», а также Упанишады. Основные разновидности йоги, следуя которым возможно достичь высшего духовного совершенства (мокши или самадхи), это:
- Бхакти-йога — путь любви и преданности
- Карма-йога — путь правильных действий
- Раджа-йога — путь медитации
- Джнана-йога — путь знания или мудрости[53]

Человек может следовать одному из этих путей или нескольким, в зависимости своих наклонностей и понимания. Традиции бхакти учат тому, что для большинства людей бхакти является единственным практическим путём для достижения духовного совершенства в настоящую эпоху Кали-югу. Практика одного вида йоги не исключает возможность практиковать также и другие. Например, принято считать, что практика джнана-йоги непременно приводит к «чистой любви» к Богу, которая является основной целью бхакти-йоги, и наоборот. Другие, практикующие глубокую медитацию (такую как в раджа-йоге) должны также прямо или косвенно следовать основным принципам карма-йоги, джнана-йоги и бхакти-йоги.

## История

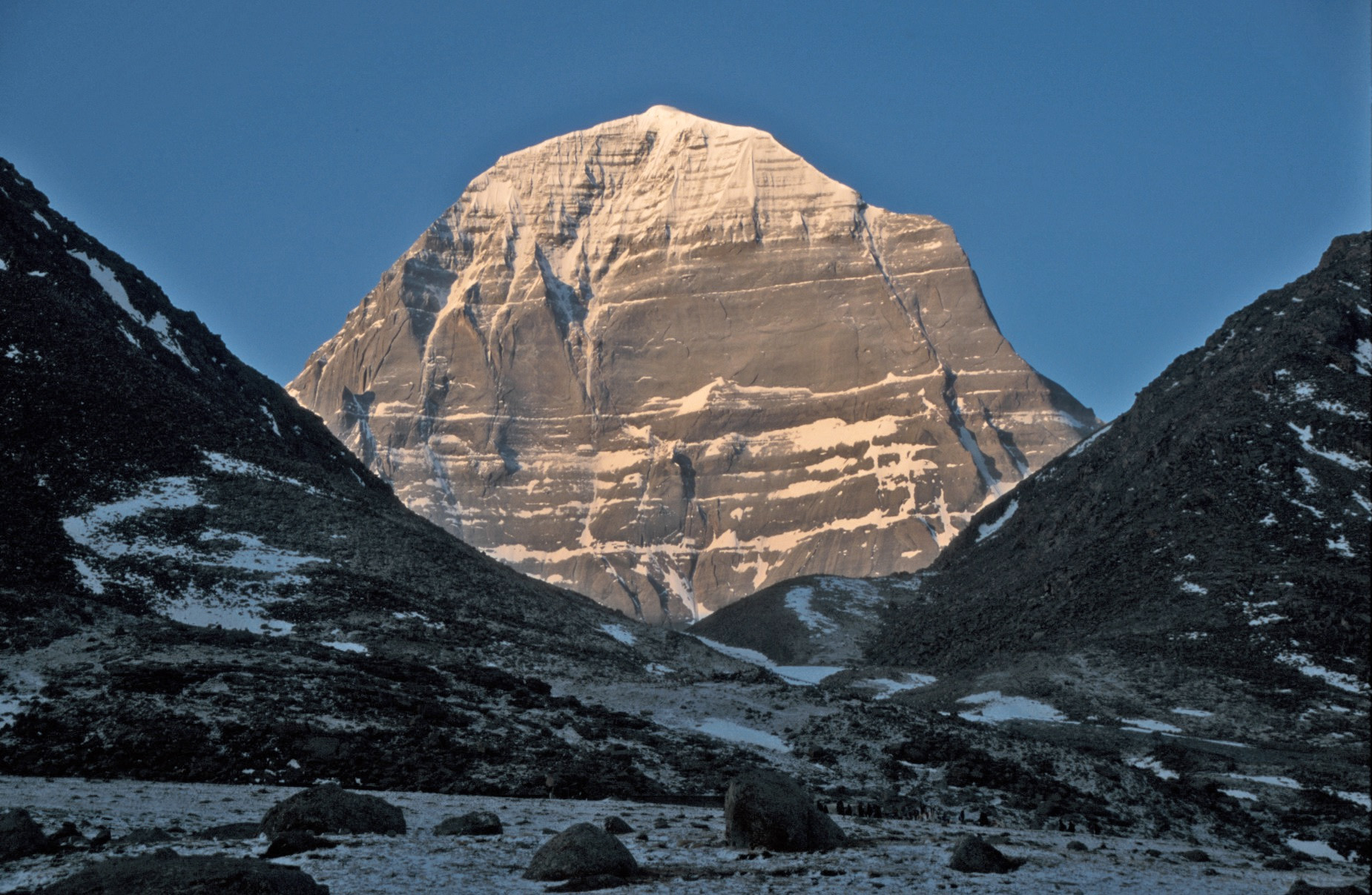
Священная гора Кайлас в Тибете считается духовной обителью Шивы

Как отмечает Клаус Клостермайер, само понятие «история индуизма» является внутренне противоречивым. Индуисты называют свою традицию «санатана-дхарма» — санскр. «вечной дхармой», а всё, что имеет религиозное значение, считают анади — не имеющим начала. В случае с индуизмом, его история не играет в изучении традиции ту же роль, что в христианстве или буддизме. Возникновение индуизма и его развитие не связаны с каким-либо центральным историческим событием или общим историческим движением. Большинство индуистов верят в то, что череда событий, которую принято называть историей, повторяется снова и снова в вечном цикле. Некоторые из основных школ индуистской философии отождествляют этот самоповторяющийся (имеющий циклический характер) мир сансары с майей (иллюзией) и авидьей (невежеством). Таким образом, базой для «истории», которая документирует внешнюю сущность происходящего, описывает внешнюю сторону событий, служит своего рода «высшее невежество».
Многие индологи выделяют три ступени в развитии религиозного мышления древней Индии: ведизм, брахманизм и собственно индуизм. Согласно Клостермайеру, такому именованию этапов исторического развития индуизма трудно найти оправдание. Если использование термина «индуизм» является проблематичным по отношению к Ведам и Брахманам, где он не упоминается, равнозначно проблематично его применение по отношению к древнеиндийским эпосам и Пуранам, где он также не используется. Современные индуисты, в свою очередь, называют свои живые традиции «ведийскими», а индуизм — «вайдика-дхармой» (санскр. «ведийской религией»). Принятие Вед как священного писания они считают критерием ортодоксальности.

### Доведийский период
Индуизм имеет корни в доисторической религии мезолита, о чём свидетельствуют наскальные рисунки скальных укрытий Бхимбетка, которым около 10 000 лет (ок. 8 000 г. до н. э.), а также эпохе неолита. По крайней мере, некоторые из этих убежищ были заселены более 100 000 лет назад.

### Ведийский период
Самые ранние свидетельства практики индуизма датируются периодом от позднего неолита до периода Хараппской цивилизации (5500 — 2600 года до н. э.). Верования и практики доклассического периода (XVI — VI века до н. э.) принято называть ведизмом. Современный индуизм произошёл из Вед, древнейшей из которых считается «Ригведа», датируемая большинством учёных второй половиной II тысячелетия до н. э. Веды в основном посвящены поклонению различным дэвам (божествам), таким как Индра, Варуна и Агни, в них также содержится описание ритуала Сома. Основной религиозной практикой ведийской религии было совершение огненных жертвоприношений и повторение ведийских мантр. Древние ведийские традиции имеют большое сходство с зороастризмом и другими индоевропейскими религиями.

### Эпический и пуранический периоды: распространение индуизма в Азии

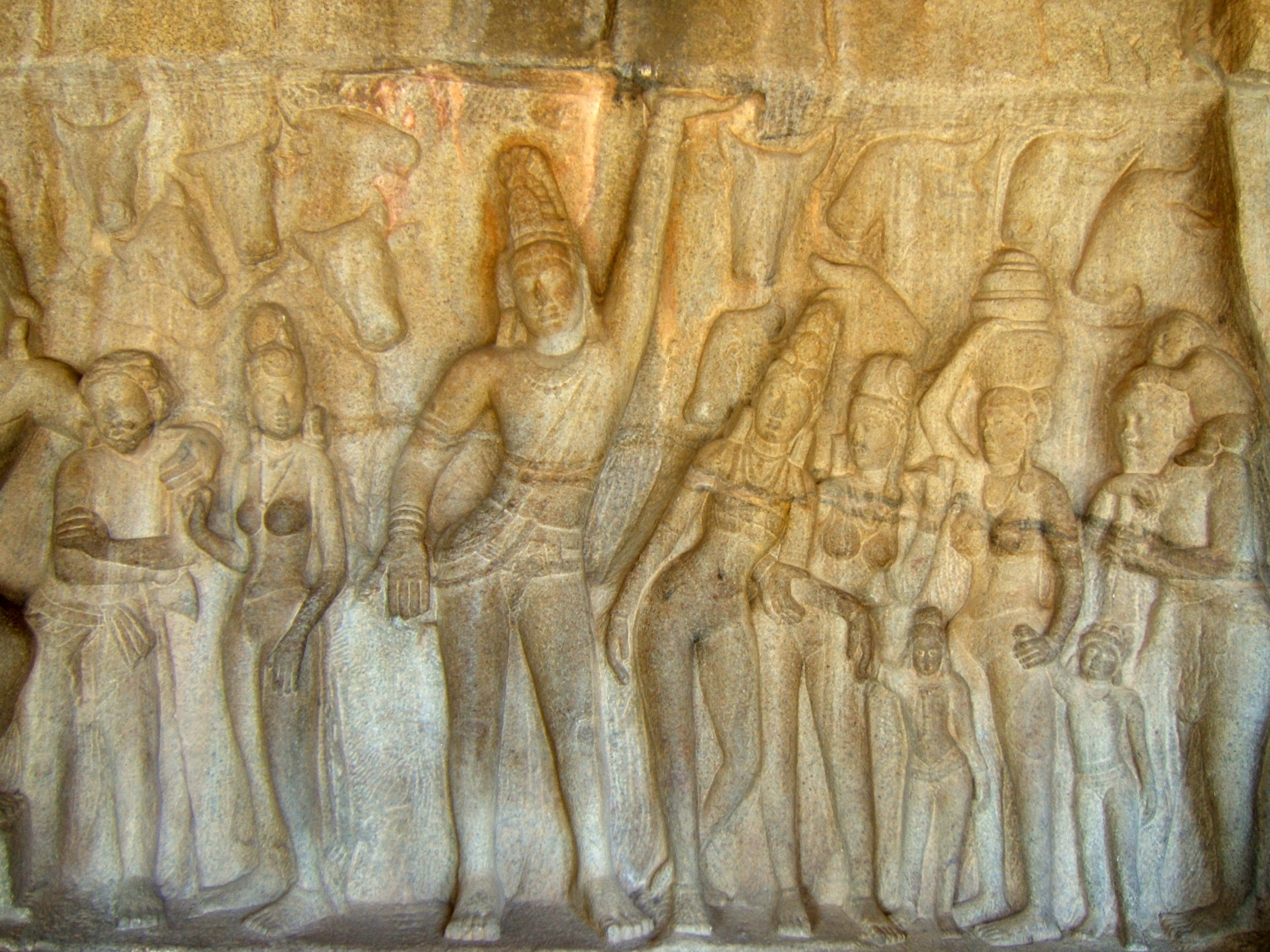
Кришна поднимает холм Говардхана. Барельеф VII века в Махабалипурам, Тамилнад

В эпический (VI — II век до н. э.) и последовавший за ним пуранический периоды были записаны первые версии древнеиндийских эпосов «Рамаяны» и «Махабхараты», хотя устно они передавались в течение многих веков до и после этого периода. В этих эпических произведениях описываются истории о правителях и войнах древней Индии, которые преподносятся в сочетании с религиозными и философскими трактатами. В Пуранах описываются истории различных аватар, а также дэвы, их взаимоотношения с людьми и битвы с демонами.
Начало новой эпохи в истории индуизма положил приход и распространение по всей Индии философии Упанишад, джайнизма, и буддистской религиозно-философской мысли. Махавира и Будда учили тому, что для достижения мокши или нирваны нет необходимости принимать авторитет Вед или кастовую систему. Буддизм пошёл дальше, объявив, что «Я», «душа» (как нечто, не подверженное изменениям) и бог (фигура, аналогичная творцу) просто не существуют. Буддизм вобрал множество элементов образной и понятийной системы индуизма, но присвоил им другие значения. Буддизм достиг своего апогея во время правления императора Ашоки и империи Маурьев, которые смогли объединить Индийский субконтинент в одно государство в III веке до н. э. В конкуренции с буддизмом за влияние на царский престол (опора на царский престол с самого начала была характерна для буддизма, как и проведение публичных диспутов при дворе) индуизм стал более систематизирован, практика жертвоприношений животных, до Ашоки неотъемлемая часть государственной и общинной жизни индуистов, перестала играть значительную роль в Индии в целом. Ко II веку до н. э. в философии индуизма сформировались шесть основных школ: санкхья, йога, ньяя, вайшешика, миманса и веданта. В VI веке до н. э. Чарвака основал школу атеистического материализма в Северной Индии. В период между IV и X веком н. э. индуизм взял вверх над буддизмом и распространился по всей Индии, вытеснив буддизм за её пределы.
В первом тысячелетии н. э. индуизм наравне с буддизмом распространялся и за пределами Индии, на основании чего можно говорить, что он являлся одной из первых мировых религий. Индуизм являлся государственной религией во многих королевствах Азии: начиная с Афганистана (Кабул) на Западе и включая почти всю Юго-Восточную Азию на востоке (Камбоджа, Вьетнам, Индонезия, Филиппины), и лишь к XV веку почти везде был вытеснен буддизмом и исламом, сохранившись до наших дней, в частности, среди таких неиндийских народов, как балийцы в Индонезии и чамы Вьетнама.

### Приход ислама и христианства

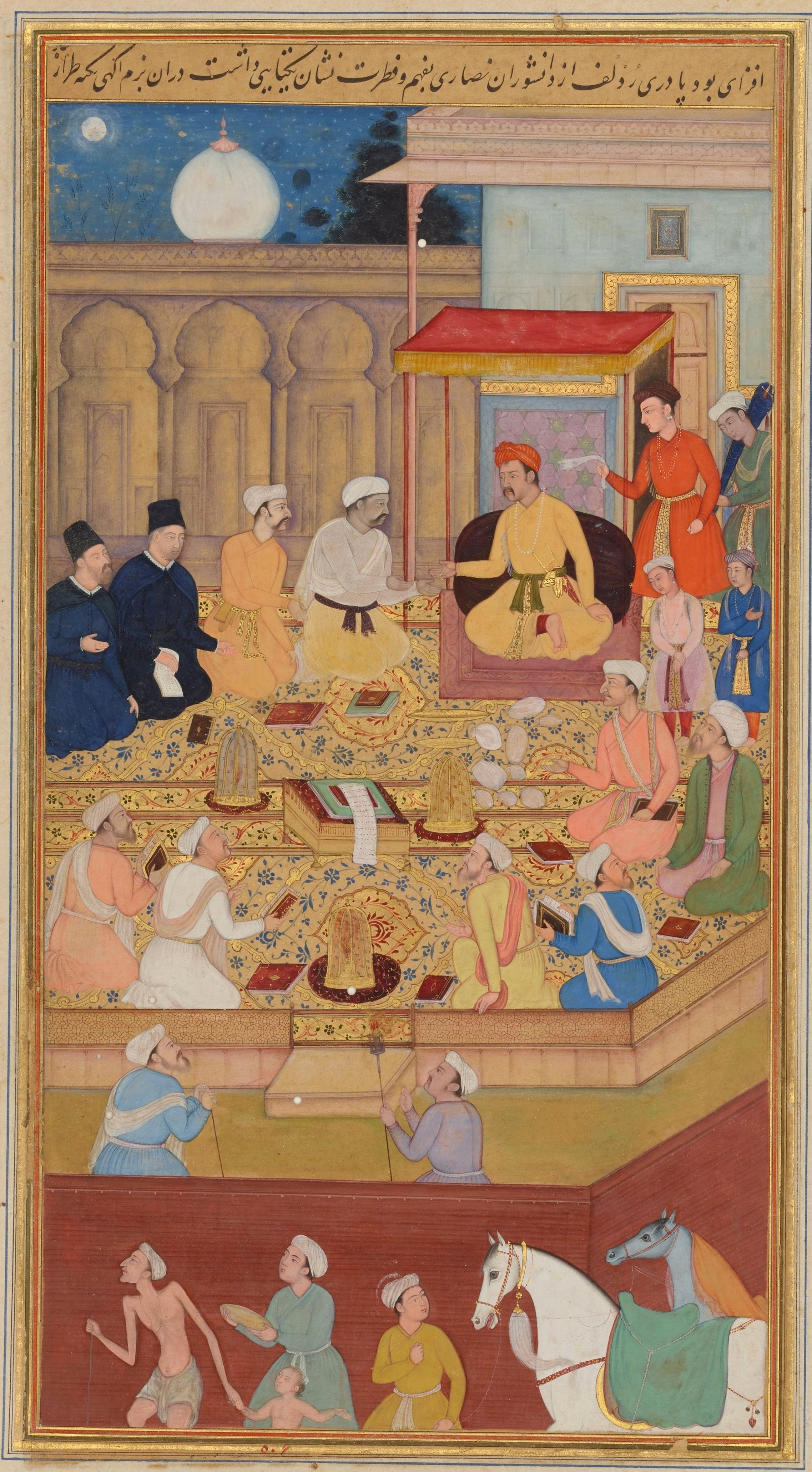
Император Акбар принимает при своём дворе иезуитов. Мусульманский император Акбар отличался большой терпимостью к индуизму — он женился на индуске, праздновал индуистские праздники и даже создал новую синкретическую религию дин-и иллахи, которая представляла собой синтез ислама и индуизма с элементами джайнизма, христианства и зороастризма

Хотя ислам пришёл в Индию уже в начале VII века вместе с арабскими купцами, в одну из основных религий он превратился в более поздний период завоевания мусульманами Индийского субконтинента. Во время этого периода буддизм окончательно пришёл в упадок, а многие индуисты обратились в ислам. В исламе индуисты нашли совершенно другие концепции бога, истины, отношения к насилию и социального устройства.
Во время периода исламских завоеваний в ислам были обращены многие последователи индуизма. Смешанные браки и приток мусульман из арабских стран сыграли важную роль в становлении ислама в Индии. Для мусульманских правителей было характерно презрительное и пренебрежительное отношение к самой идее индуизма — они считали индуистские религиозные практики идолопоклонством и часто выступали как «иконоборцы». Самыми известными примерами подобных правителей являются Махмуд Газневи и могольский император Аурангзеб. Мусульмане также установили в Индии особую кастовую систему, которая разделила мусульман — потомков арабов («ашрафов»), тех, кто обратился в ислам («аджлафов»), и неприкасаемых («арзалов»). Но были и такие мусульманские правители, которые, в основном из политических соображений, относились к индуизму более терпимо. Император Акбар и Ибрахим Адиль-Шах II из Биджапурского султаната являются самыми яркими примерами подобных лидеров. Двор Акбара был домом как для мусульманских, так и для индусских святых и интеллектуалов. С целью сблизить основные религии своей империи, Акбар даже создал синкретическую религиозную доктрину дин-и иллахи, представлявшую собой синтез ислама, индуизма и джайнизма с некоторыми элементами христианства и зороастризма.
В различных формах искусства времён Империи Великих Моголов, в особенности в миниатюрах и некоторых поэтических произведениях на урду, нашли своё отражение классические индуистские мотивы, такие как любовные истории Кришны и Радхи. Музыка хиндустани, одно из направлений в классической индийской музыке, сочетает в себе ведийские понятия о звуке, раги и талы. В ней используются музыкальные инструменты как ближневосточного происхождения, так и индо-мусульманские изобретения.
Принято считать, что первые христианские общины на Индийском субконтиненте появились в V—VI веках в Южной Индии. Однако среди индийских христиан до наших дней сохранились христиане апостола Фомы, считающие этого апостола основоположником своей церкви, о проповеди которого в Индии сообщают и древние церковные писатели.
Взаимоотношения индуизма с христианством, так же как и с исламом, исторически базировались на неравном балансе политического и культурного влияния. Массовое распространение христианства началось только во время британского колониального правительства, покровительством и защитой которого пользовались британские христианские миссионеры, глубоко осуждавшие такие практики индуизма, как поклонение мурти (рассматривавшееся как идолопоклонство), ритуал сати и детские свадьбы. Прозелитическая деятельность христианских миссионеров часто вызывала недовольство индуистов, которое в конце XX века выразилось в нападениях на христиан-далитов и их церкви в различных частях Индии, в особенности в Ориссе и Гуджарате.

### Движения бхакти
В Средние века индуизм претерпел большие изменения, в основном благодаря известным ачарьям Раманудже (1077—1157), Мадхве (1238—1317) и Чайтанье (1486—1534). Последователи движений бхакти заменили абстрактную концепцию Брахмана, сформулированную Шанкарой, эмоциональной и страстной преданностью Вишну и его аватарам, в частности Кришне и Раме.

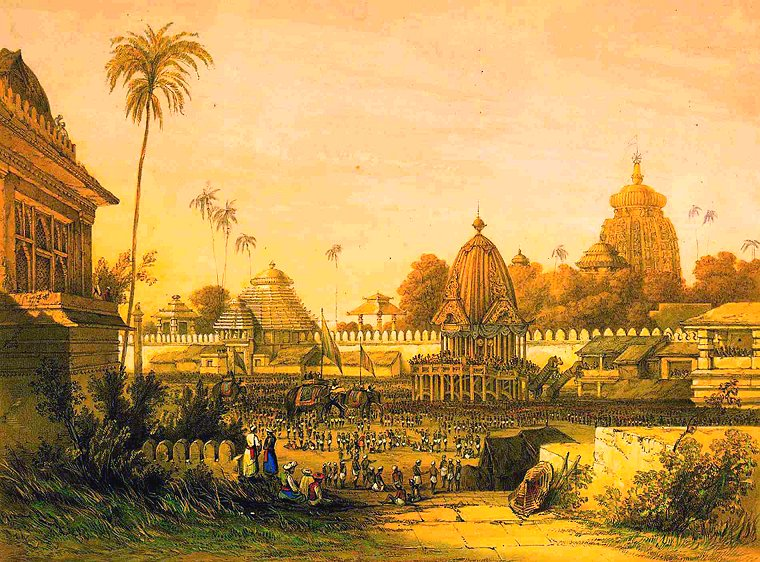
Праздник Ратха-ятры в Пури, Орисса. Картина Джеймса Фергюссона XIX века.

Элементы бхакти уже присутствовали в ведийский период, но широко традиция распространилась только в VI—X веках, сначала в Южной Индии, а потом и в Северной. Своё выражение она нашла в поэмах и гимнах альваров и наянаров, составленных на тамильском языке и посвящённых Вишну и Шиве. Подобно традициям мирской эротической поэзии, поэты-бхакты часто применяли к божеству чувства разлуки женщины со своим возлюбленным.
Хотя бхакти является также частью шиваизма и шактизма, движение бхакти главным образом было именно вайшнавским. Одним из основных направлений бхакти в вайшнавизме, получившем наибольшее распространение в Восточной Индии — Бенгалии, Ориссе и Ассаме — стал гаудия-вайшнавизм. Эта ветвь кришнаизма, последователи которой поклоняются Кришне как «изначальной форме Бога», возникла в начале XVI века в Бенгалии. Её основоположником был вайшнавский святой и реформатор Чайтанья (1486—1534).
Широкое распространение также получила синкретическая форма бхакти, в которой суфизм сочетался с индуистскими традициями веданты и йоги. Суфийский святой Шейх Мухаммад выбрал объектом своего поклонения Раму. Кабир заявлял о том, что не принадлежал ни к индуизму, ни к исламу. Он сочинял стихи и проповедовал людям учение, сочетавшее в себе философии и духовные практики обеих религий, таким образом бросая вызов традиционным религиозным устоям индуизма и ислама того времени. Взаимодействие между суфиями и бхактами в некоторых регионах Индии привело к тому, что индуисты и мусульмане собирались вместе в мазаре (суфийском храме) на богослужение, проводимое вайшнавским пуджари.

### Появление индологии и распространение индуизма на Западе
Индология как научная дисциплина изучения индуизма и индийской культуры с европейской перспективы возникла в XIX веке. Ключевую роль в развитии индологии в XIX — начале XX века сыграли такие учёные как Макс Мюллер и Джон Вудрофф. Они открыли ведийскую, пураническую и тантрическую литературу и философию для Европы и США.
С начала XIX века, движение в индуизме, которое можно назвать неоведантическим, превознесло монизм некоторых Упанишад и отвергая такие популярные индусские практики как поклонение мурти, выступило инициатором общественных преобразований и диалога с другими религиозными традициями. Такие общества как «Брахмо-самадж» и Теософское общество попытались создать синтез аврамических и дхармических философий. В этот период также появился ряд новаторских движений, произошедших из местных традиций и основанных на учении таких харизматичных духовных лидеров, как Рамакришна (1836—1886) и Рамана Махарши (1879—1950).
Выдающиеся индийские философы Ауробиндо (1872—1950) и Бхактиведанта Свами Прабхупада (основатель Международного общества сознания Кришны; 1896—1977), перевели и распространили основные тексты индуизма за пределами Индии и привлекли последователей по всему миру. Вивекананда (1863—1902) и Парамаханса Йогананда (1893—1952) сыграли большую роль в популяризации на Западе йоги и веданты.

### Неоиндуизм
C начала XIX века в индуизме возник комплекс реформаторских движений. Фактическим основателем реформированного индуизма стал Рам Мохан Рой, основавший религиозно-нравственное движение Брахмо-самадж. Ранние неоиндуисты часто опирались на британские колониальные власти в своих реформах, а их последователи (такие как Шри Ауробиндо) уже участвовали в борьбе за независимость Индии. В 1950—1960-х годах началась активная проповедь идей индуизма на Западе, прежде всего в США. Появились различные индийские «новые религии», таких как «Международное общество сознания Кришны», движения Раджниша, Чинмоя, «Ананда Марга», «Сахаджа-йога» и многие другие.
В неоиндуизме выдвигается приоритет «внутренних» методов духовной деятельности (молитва, медитация, этическое совершенствование) над «внешними» (практика жертвоприношения, паломничества, и т. п.), делается попытка отойти от мифологического мышления, внести в религиозные установки «разумные основания».

## Священные писания

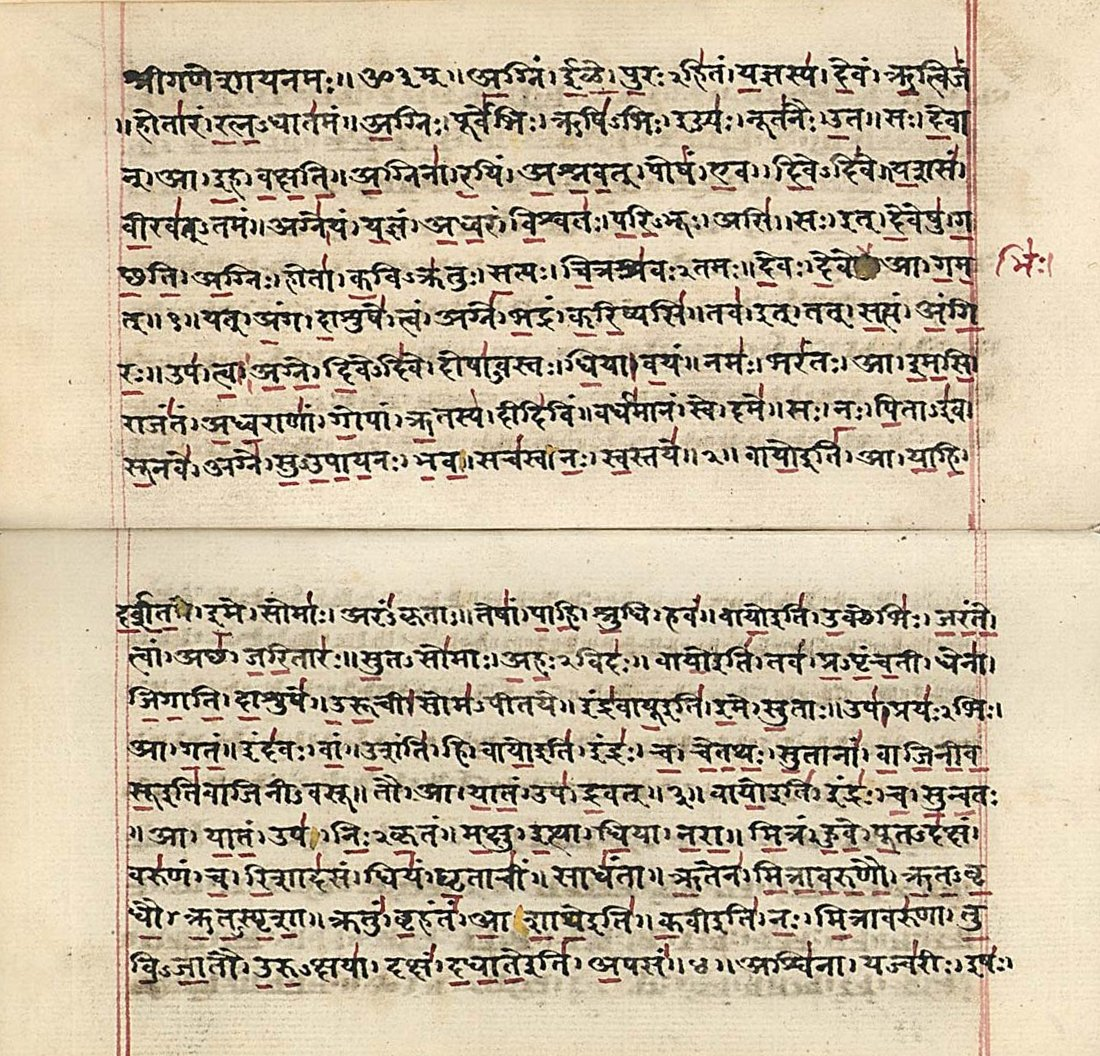
Манускрипт «Ригведы», одного из самых древних религиозных текстов в мире.

Согласно одному из определений, индуизм основывается на «сокровищнице духовных законов, установленных разными людьми в разные времена».
На протяжении многих веков священные писания индуизма передавались устно в стихотворной форме, которая использовалась для облегчения запоминания. Только гораздо позднее они были записаны. На протяжении веков, мудрецы совершенствовали учение и расширяли канон писаний. В некоторых традициях послеведийского и современного индуизма, священные писания не толкуются буквально — бо́льшая важность придаётся этическому и метафорическому смыслу, содержащемуся в них. Большинство священных текстов написаны на санскрите. Они подразделяются на две категории шрути и смрити.

### Шрути
Термин «шрути» в буквальном переводе означает «услышанное». Он используется по отношению к четырём Ведам, которые считаются самыми древними священными текстами индуизма. Большинство индуистов почитают Веды несотворёнными человеком, вечными богооткровенными писаниями, которые были даны человечеству через посредство святых мудрецов. В индуизме также существуют течения, в которых создание Вед не связывается с какой-либо личностью или с божеством. Веды принимаются как законы духовного мира, которые существуют вечно, и существовали бы, даже если бы ведийские мудрецы не поведали их человечеству. Многие индуисты верят в то, что поскольку духовные истины, изложенные в Ведах вечны, на протяжении истории они выражаются в новых формах и трактуются по-разному. Существуют четыре Веды: «Ригведа», «Самаведа», «Яджурведа», «Атхарваведа». «Ригведа» рассматривается как самая важная из Вед. Она не только считается самым древним ведийским писанием, но и, возможно, древнейшим индоевропейским текстом. Каждая Веда делится на четыре части: Самхиты, Брахманы, Араньяки и Упанишады. Самхиты состоят из священных мантр и являются основной частью каждой из Вед, Ведами как таковыми. Остальные три части представляют собой сборники комментариев, часто написанные в прозе и относящиеся к более позднему периоду, чем самхиты.
Самхиты и Брахманы принято относить к категории карма-канды («обрядового раздела»), а Араньяки и Упанишады — к категории джнана-канды («раздела о знании»). В то время как Веды сосредоточены на ритуальных практиках, основной темой Упанишад является духовное самоосознание и философия. В них, в частности, обсуждается природа Брахмана и реинкарнация.

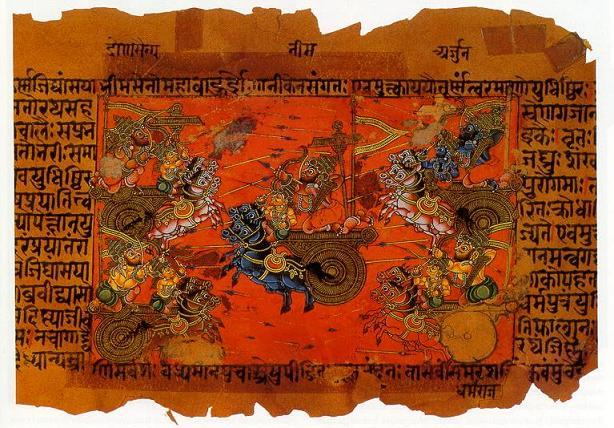
Иллюстрация, изображающая Битву на Курукшетре, которая описывается в «Махабхарате»

### Смрити
Другие священные писания индуизма, не относящиеся к категории шрути, называют смрити («запомненное»). Наиболее важными из смрити считаются индийские эпические поэмы «Махабхарата» и «Рамаяна». «Бхагавадгита» является частью «Махабхараты» и считается самым широко известным и изучаемым из всех священных текстов индуизма. В ней изложены философские наставления Кришны воину-принцу Арджуне перед началом великой Битвы на Курукшетре. Как сами индуисты, так и многие западные учёные и философы, считают что в «Бхагавадгите» изложена основная суть всех Вед. «Бхагавадгита» ближе всего к тому, что можно было бы назвать общим священным писанием индуизма. К категории смрити также относятся Пураны, которые преподносят индуистские верования и философию в более лёгкой и доступной форме, и содержат в себе много различных историй. Также существуют отдельные писания, которым следуют только определённые направления в индуизме, к ним принадлежат «Деви-махатмья», Тантры, «Йога-сутры», «Тирумантирам», «Шива-сутры Васугупты» и Агамы. Также важным текстом является «Ману-смрити», в котором описываются законы и общественные нормы варнашрамы.

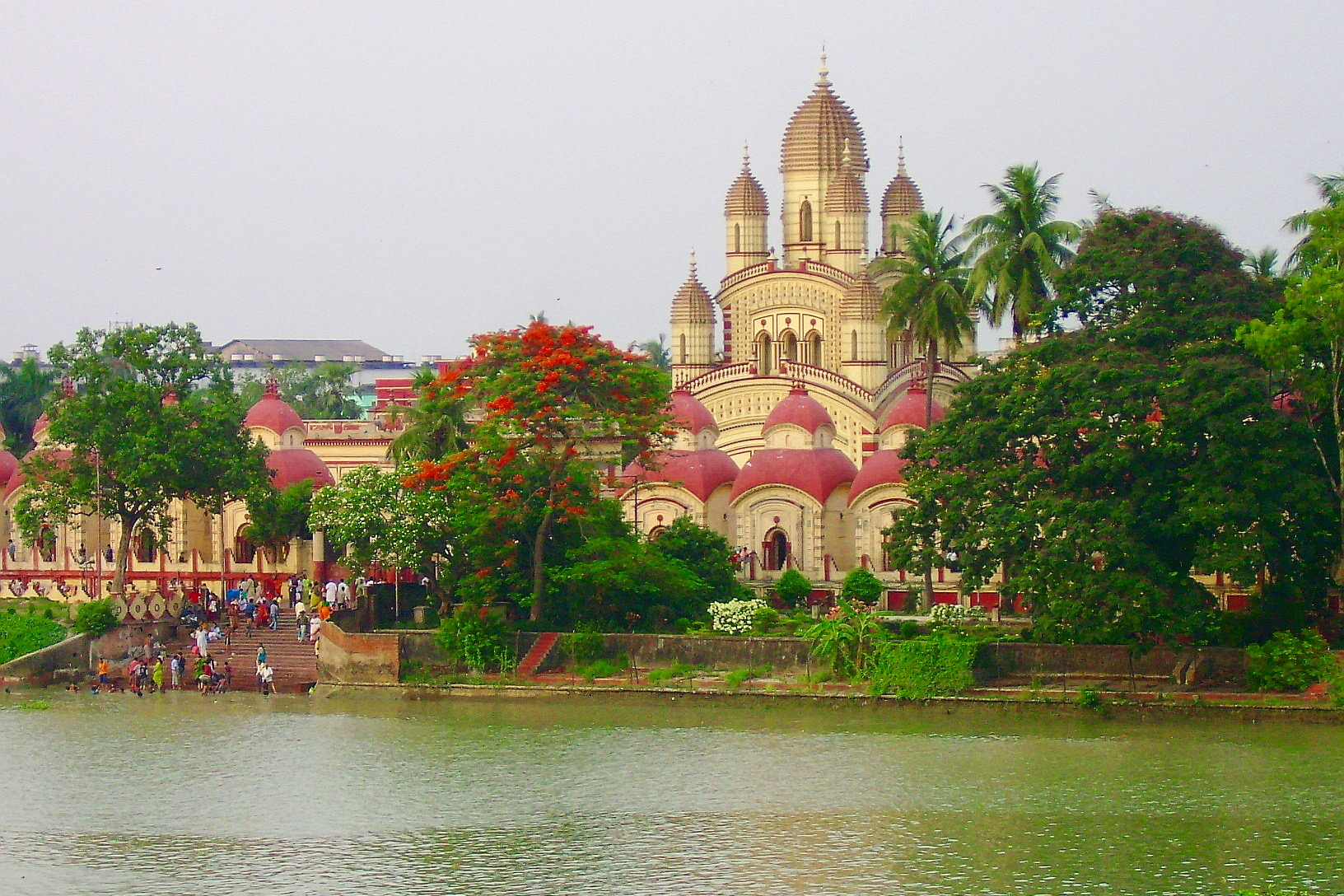
Храм Кали в Дакшинешваре (Калькутта, Индия).

## Религиозные практики

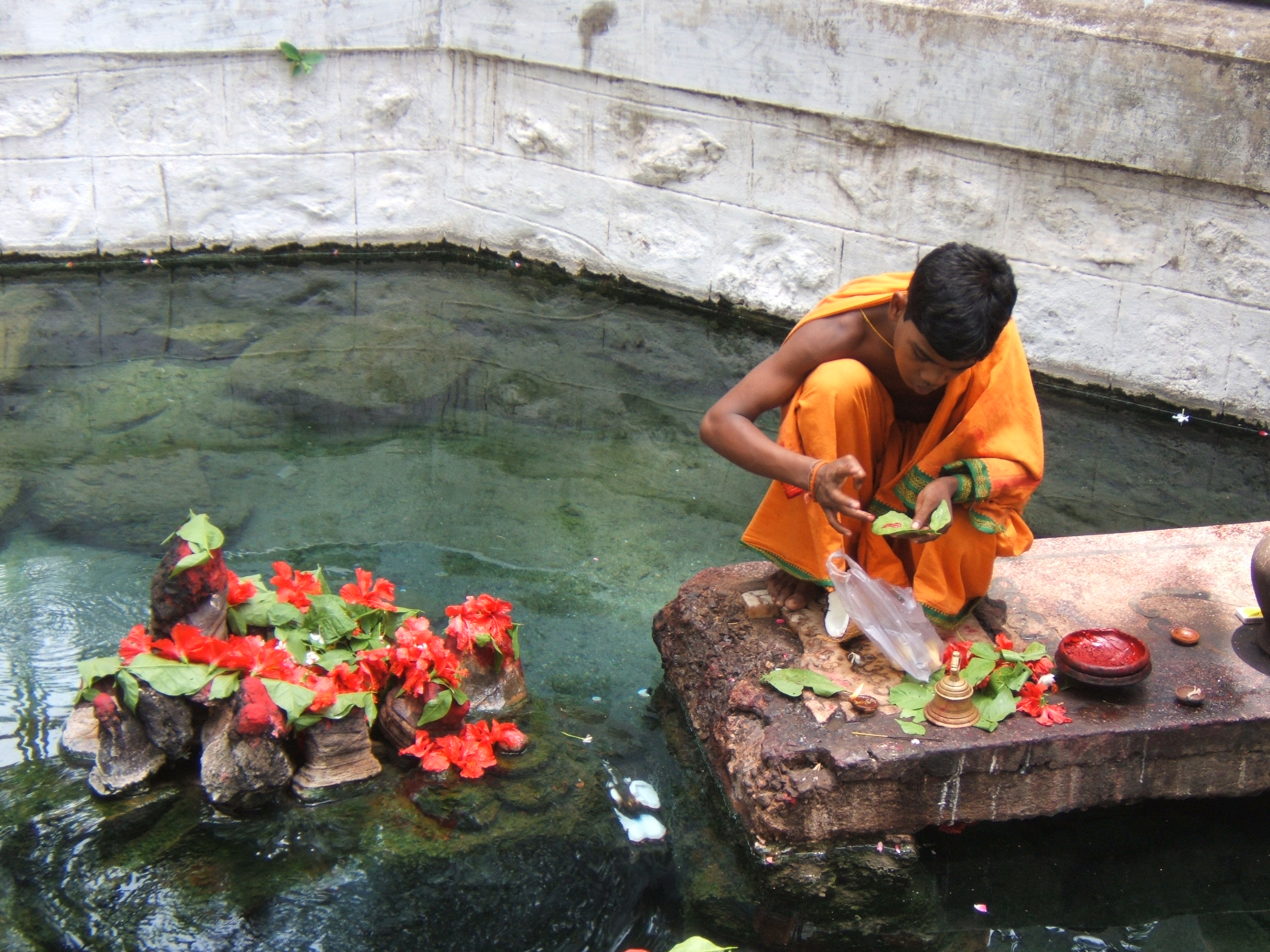
Брахман-шакт совершает пуджу в Таптапани, Орисса.

Индуистские религиозные практики в основном направлены на осознание бога, а иногда также и на получение благословений от дэвов. Поэтому, в индуизме существуют различные обряды, которые помогают человеку думать о боге в повседневной жизни. Например, индуисты регулярно совершают пуджу. Она проводится как в храме, так и на дому — в индуистских семьях, как правило, имеется свой алтарь с мурти определённой формы бога или дэвы.

### Храмы и божества
Поклонение в индуизме осуществляется через посредство статуй божеств, называемых мурти. Основной ролью мурти является создание более глубоких личностных взаимоотношений с божеством. Мурти рассматривается как проявление божества, неотличное от него. Так как одним из качеств бога является вездесущность, божество также проявляет себя через посредство мурти с целью облегчить для людей поклонение себе. В «Падма-пуране», в частности, утверждается, что мурти не следует принимать за обыкновенный камень или кусок дерева — мурти является непосредственным проявлением бога. Некоторые течения в индуизме, такие как «Арья-самадж», отвергают поклонение мурти. Каждый индуистский храм обычно посвящён какому-либо одному основному божеству или божествам, которые представлены в виде мурти на главном алтаре, а также ряду других божеств. В некоторых храмах существует по несколько основных мурти. Посещение храмов не является обязательным и многие индуисты приходят в храм только во время религиозных праздников.

### Символика

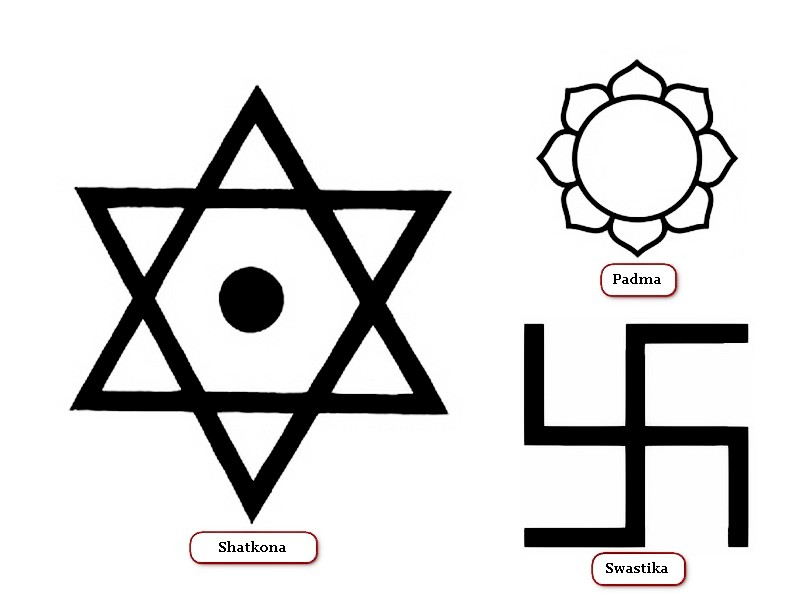
Основные символы индуизма: шаткона (шестиугольник), падма (лотос) и свастика (крест).

Индуизм имеет хорошо развитую систему символизма и иконографии, которая находит своё применение в искусстве, архитектуре, литературе и поклонении. Каждый символ имеет своё сакральное значение. Слог «Ом» (который символизирует Парабрахман) и знак свастики (олицетворяющий благополучие) можно считать священными символами всего индуизма. В то время как, например, разные формы тилаки помогают идентифицировать последователей различных индуистских течений. Также существует множество символов, которые отождествляются с определёнными божествами; к ним относятся лотос, чакра и вина.

### Обряды

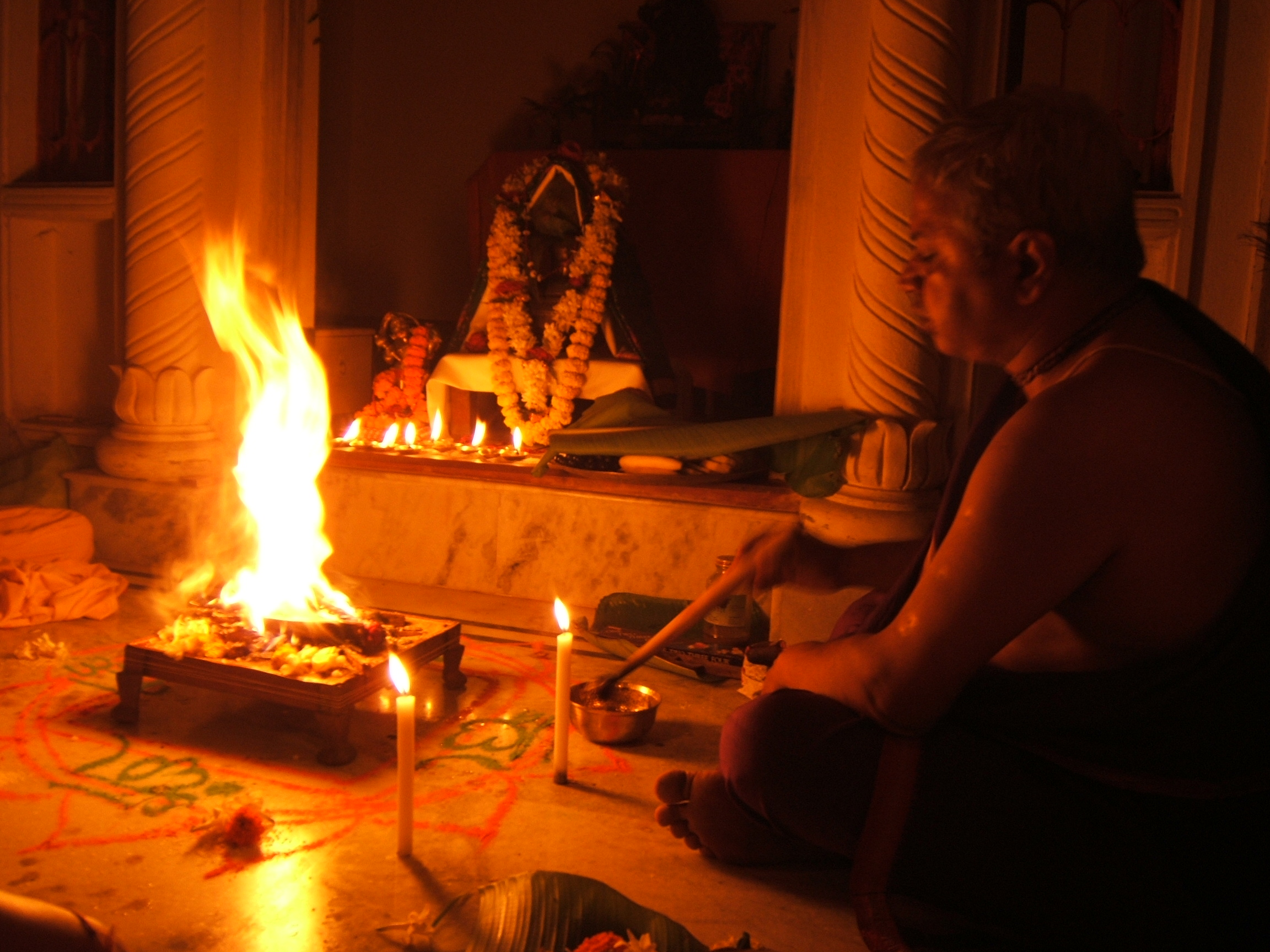
Индуистский брахман совершает огненное жертвоприношение (яджну)

Большинство индуистов принимают участие в религиозных обрядах ежедневно, причём многие индуисты также проводят религиозные обряды у себя дома. Индуисты совершают следующие ежедневные ритуалы:
- Пуджа на восходе солнца после принятия омовения, или в конце дня. Данный обряд обычно совершается в семейном храме или домашнем алтаре и состоит из предложения мурти зажжённого светильника, благовоний и еды, которые после предложения считаются прасадом.
- Совместное чтение различных священных писаний.
- Киртан и бхаджан — обряды воспевания молитв, мантр и религиозных песен.
- Различные виды медитации, такие как чтение мантр на чётках «джапа-мала», — ритуал, который называется «джапа»[100].

Мантры и молитвы своим смыслом, звуком и способом повторения помогают сосредоточить ум на духовном уровне или выразить свою преданность богу или дэвам. Большую роль в индуистской религиозной жизни играет ритуальное повторение или воспевание мантр. Оно может осуществляться индивидуально как джапа (повторение мантр на чётках), или проводится в группе — практика, которая называется киртана или бхаджана. Для многих индуистов эти практики являются основой духовной жизни.
Отличительной особенностью религиозных ритуалов является разграничение между чистотой и осквернённостью.
Религиозные обряды заранее предполагают некоторую степень осквернённости совершающего их, который должен очиститься в процессе обряда или до совершения его. Очищение обычно производится с помощью воды и является неотъемлемой частью большинства религиозных обрядов.

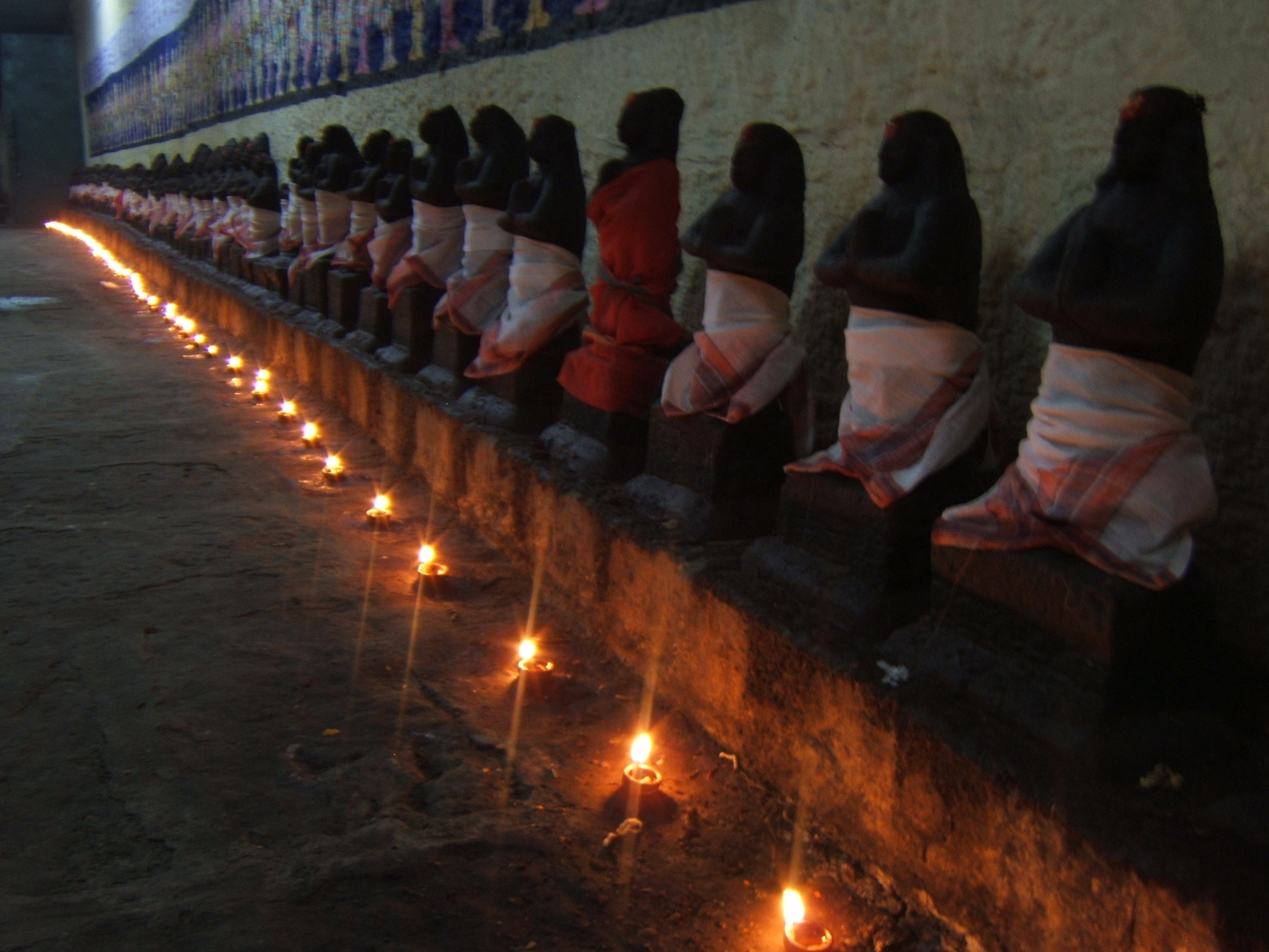
Светильники, предложенные индуистским святым во время вечерней пуджи в храме Шри Кокарнешварар в местечке Тирукокарнам, Тамилнад.

Индуисты верят в особую действенность жертвования и в понятие «хорошей кармы» или пуньи, которая приобретается через благотворительность, совершение «добрых дел» и накапливается в течение жизни, обеспечивая защиту и благосостояние в следующем перевоплощении. Ведийские ритуалы огненных жертвоприношений, которые называются «яджна», также являются важным элементом в обрядовой практике индуизма. Они выступают как неотъемлемая часть таких церемоний, как свадьба, похороны, посвящение в ученики и др.

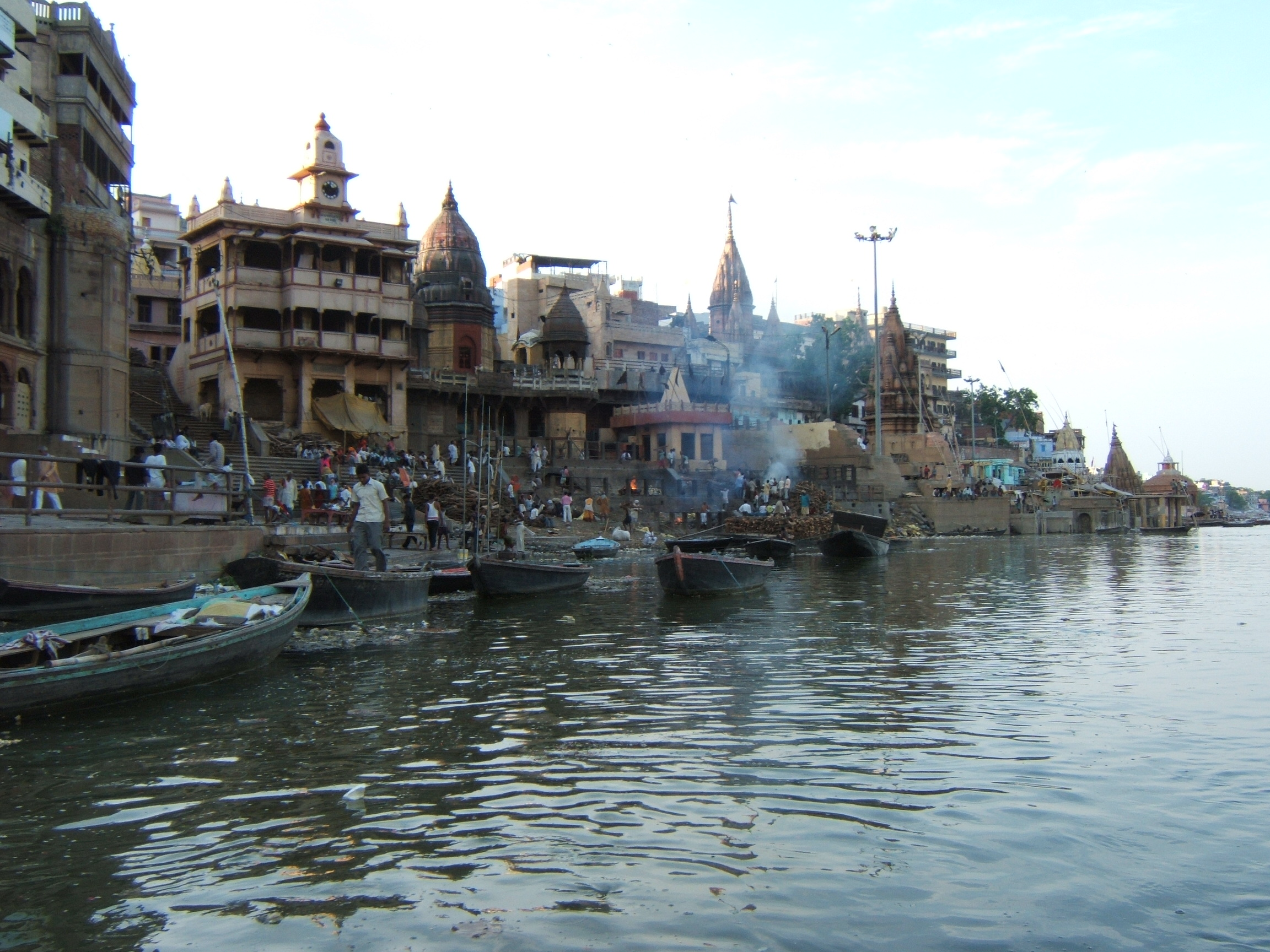
Индуистский обряд кремации на погребальном костре в одном из основных святых мест паломничества — Варанаси

По случаю таких событий, как рождение ребёнка, свадьба или похороны, проводятся целый ряд сложных религиозных ритуалов (санскары). К ним относятся такие обряды, как аннапрашана (когда ребёнку впервые дают твёрдую пищу), упанаянам (формальное начала получения образования), шраддха (проводится по умершим родственникам). В большинстве индийских семей, точное время проведения различных церемоний, в особенности таких как помолвка молодой пары, свадьба и др., определяется после консультации с астрологом. Обязательным обрядом для всех, за исключением санньяси и детей до пяти лет, является кремация тела после смерти. В ходе традиционного индуистского обряда кремации, тело заворачивают в ткань и сжигают на погребальном костре. Значительное место занимают также обряды культа предков.

## Паломничества

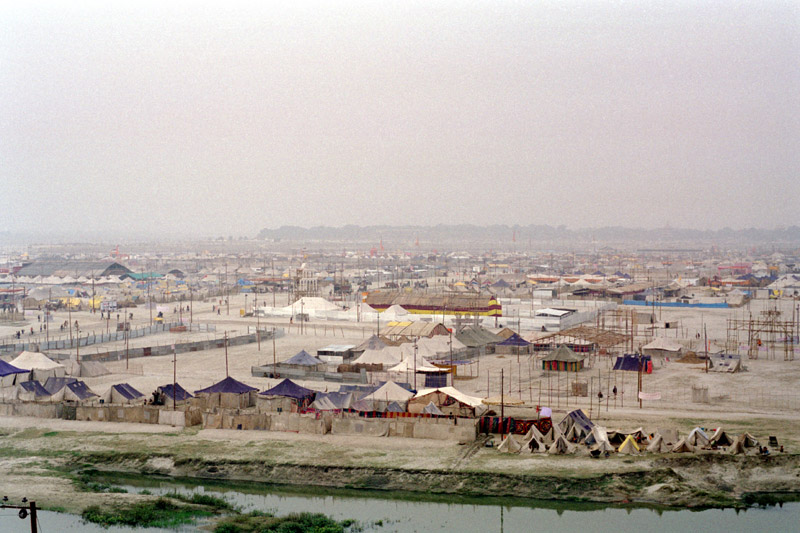
Аллахабад в 2001 году во время проведения самого большого праздника в мире — Кумбха-мелы. В 2007 году в нём приняли участие около 70 млн индуистов, что было самым большим собранием людей в истории.

Паломничество является одной из религиозных практик, характерных для индуизма. Святое место паломничества называют «тиртха» или «дхама». Наиболее популярными тиртхами в индуизме являются Аллахабад, Харидвар и Варанаси, а в вайшнавизме также и Вриндавана. Другие важные места паломничества, известные своими древними храмами:
- Пури — там находится один из самых больших вайшнавских храмов в мире и ежегодно проходит крупнейший вайшнавский праздник Ратха-ятра.
- Тирупати — там расположен вайшнавский храм Тирумала Венкатешвара — самый богатый и самый посещаемый индусский храм в мире, который называют «индуистским Ватиканом».
- Катра — там находится храм Вайшно-деви.

В индуизме принято выделять четыре самые святые места паломничества: Пури, Рамешварам, Дварака и Бадринатх. Также существуют четыре основных места паломничества в Гималаях, которые называют Чар-дхам, это Бадринатх, Кедарнатх, Ганготри и Ямунотри. Самый большой праздник в индуизме — это Кумбха-мела («Праздник кувшинов»). Он проводится раз в четыре года поочерёдно в четырёх городах: Аллахабаде, Харидваре, Нашике, и Удджайне. Для последователей традиции шактизма важными местами паломничества являются так называемые Шакти-питы, где поклоняются богине-матери Шакти. Самые главные из них — Калигхат и Камакхья.

## Праздники

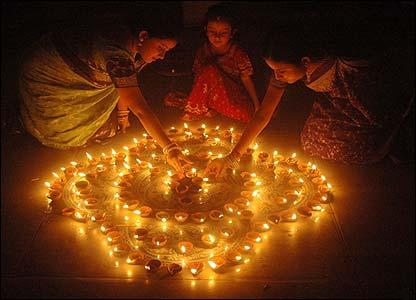
Празднование Дивали.

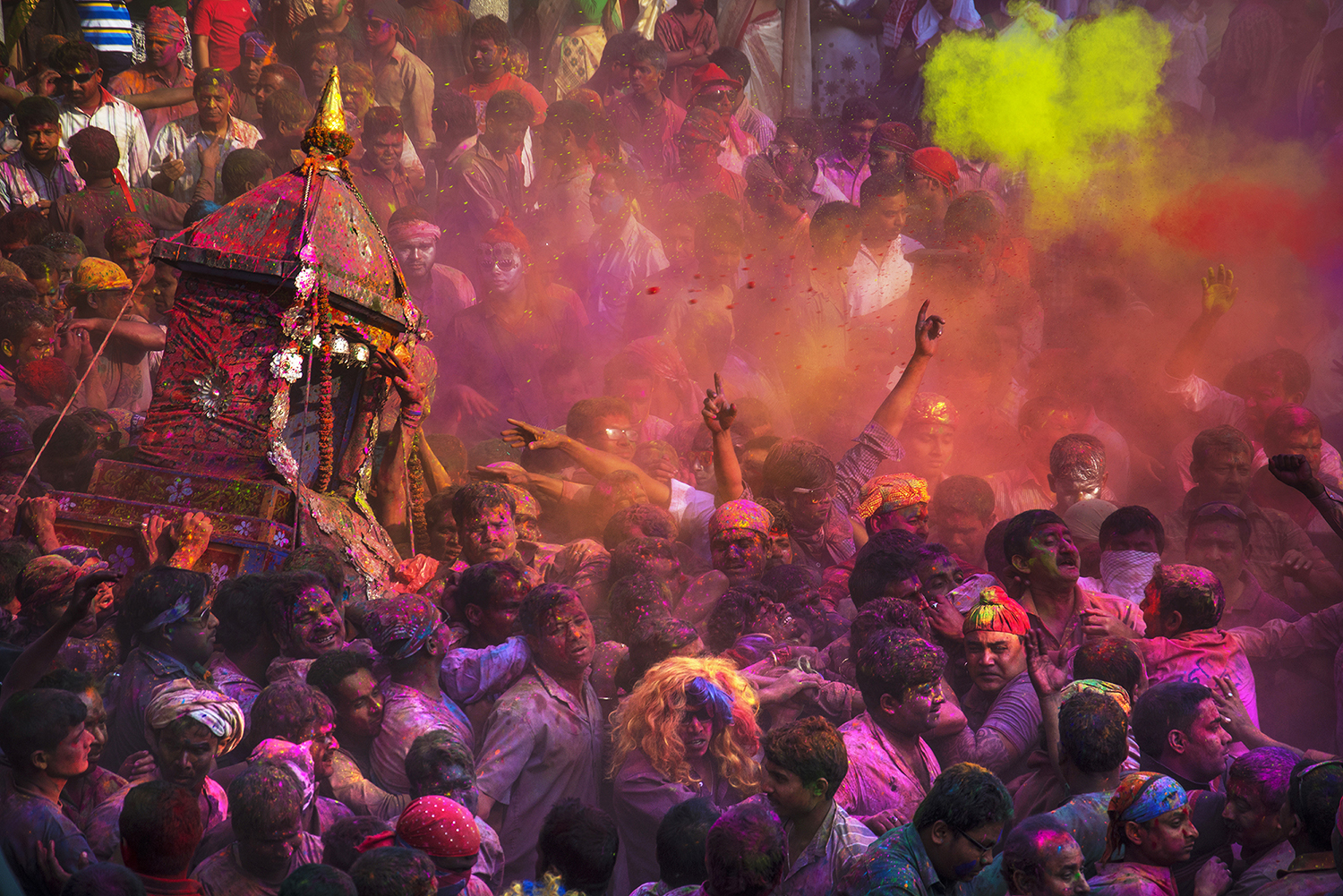
Празднование Холи.

Даты праздников в индуизме, как правило, определяются индуистским календарём. Праздники в индуизме обычно проводятся в честь различных воплощений бога, и событий, связанных с ними. Многие индуистские праздники соотносятся со сменой времён года. Некоторые праздники отмечают только последователи определённого направления в индуизме или жители определённого региона Индийского субконтинента. Самые большие индуистские праздники, которые проводятся повсеместно, это Маха-Шиваратри, Наваратри, Холи, Дивали, Кришна-джанмаштами и Рама-навами.

## Индуистское общество

### Ашрамы
Традиционно в индуизме жизнь делится на четыре ашрама (периода или стадии).
- Брахмачарья — первый период жизни, стадия обучения, которую ученик проводит как монах, практикуя половое воздержание и занимаясь служением гуру, получая от него духовное знание.
- Грихастха — семейная жизнь, работа. В этом ашраме осуществляются пурушартхи камы и артхи. Долг семьянина-индуиста заключается в поддержании своих родителей, детей, гостей и святых личностей.
- Ванапрастха — уход от дел и подготовка к полному отречению от материального мира. На этой стадии, все материальные обязанности постепенно передаются уже взрослым детям и больше времени посвящается духовным практикам и паломничеству в святые места.
- Санньяса — последний этап жизни, стадия полного отречения от материального мира, которая характеризуется аскетизмом и полным посвящением самосознанию и духовным практикам. В этом ашраме осуществляется необходимая подготовка к моменту смерти и достижению мокши[104].

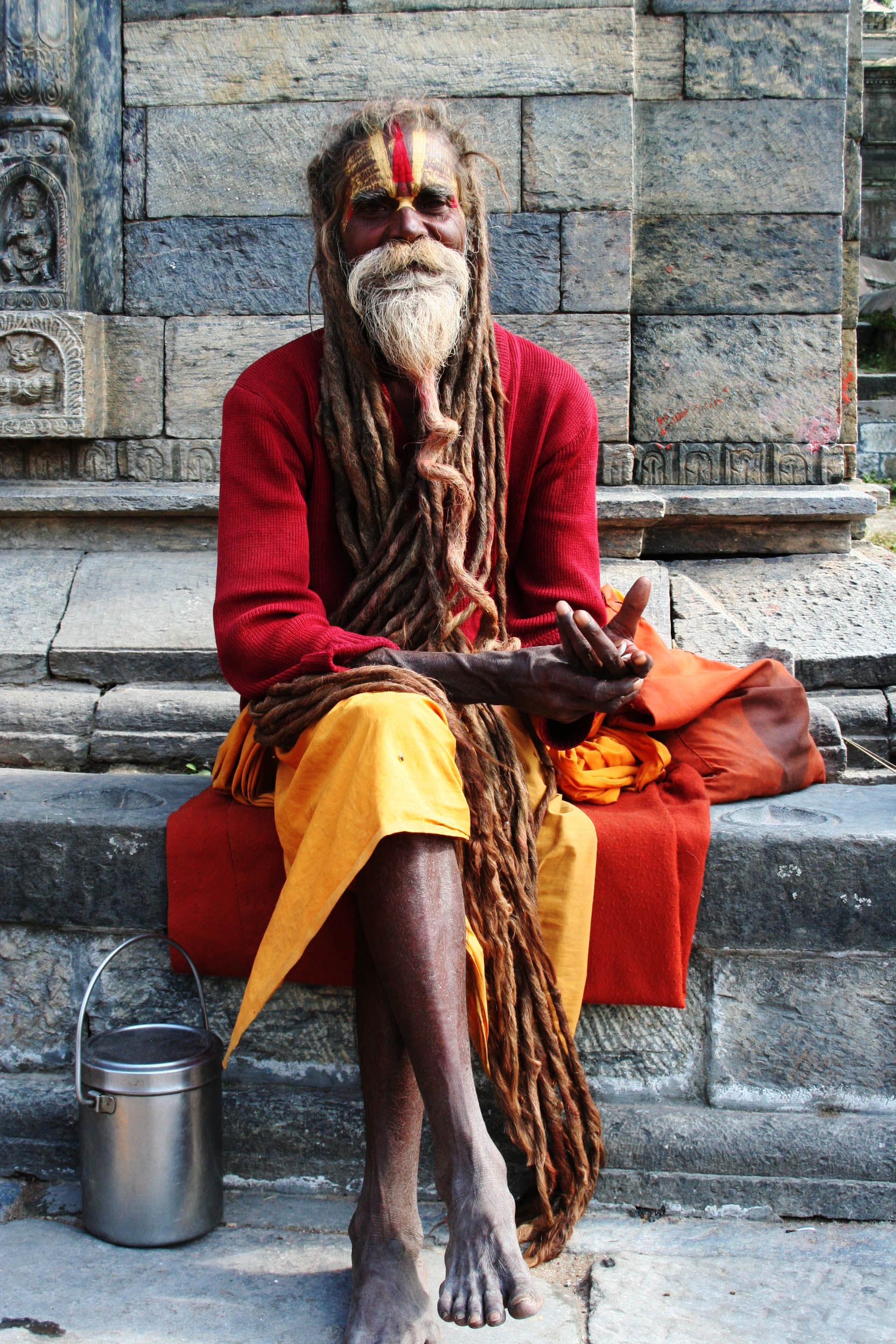
Садху в Катманду, Непал

### Монашество
Некоторые индуисты выбирают монашеский образ жизни «санньясу» с целью сосредоточиться на достижении освобождения или другой формы духовного совершенства. Монахи посвящают себя простой и аскетичной жизни, дают обет безбрачия и прекращая всякую материальную деятельность, полностью сосредотачиваются на духовных практиках, целью которых является осознание бога. Монахов в индуизме обычно называют санньяси (санньясинами), садху или свами. Женщин-монахинь называют санньясини. Монахи пользуются огромным уважением в индийском обществе. Они либо живут в монастырях, либо странствуют, полагаясь только на бога в обеспечении телесных нужд. Накормить странствующего садху, или оказать ему какую-либо другую помощь, считается очень благочестивым поступком, а для семейных людей к тому же является обязанностью. Садху стремятся относиться ко всем с уважением и состраданием, независимо от того, является ли человек богатым или бедным, злодеем или добродетельным. Отличительной чертой садху также является относительная свобода от двойственности материального мира: они как правило безразличны к похвалам или критике, страданию или наслаждению.

Начиная со средневековья, активную роль в политической и экономической жизни Индии начинают играть объединения Индийских аскетов-воинов. Первыми из групп индийских аскетов, кто организовано взял в руки оружие, были натх-йоги. Это было вызвано необходимостью защиты общин аскетов в связи с мусульманским вторжением в Индию. Впоследствии вооружённые натх-йоги интегрировались в милитаризованную ветвь ордена санньясинов-шиваитов. К середине XVIII века аскеты уже имели многотысячные армии с кавалерией и даже артиллерией.

### Варны и кастовая система

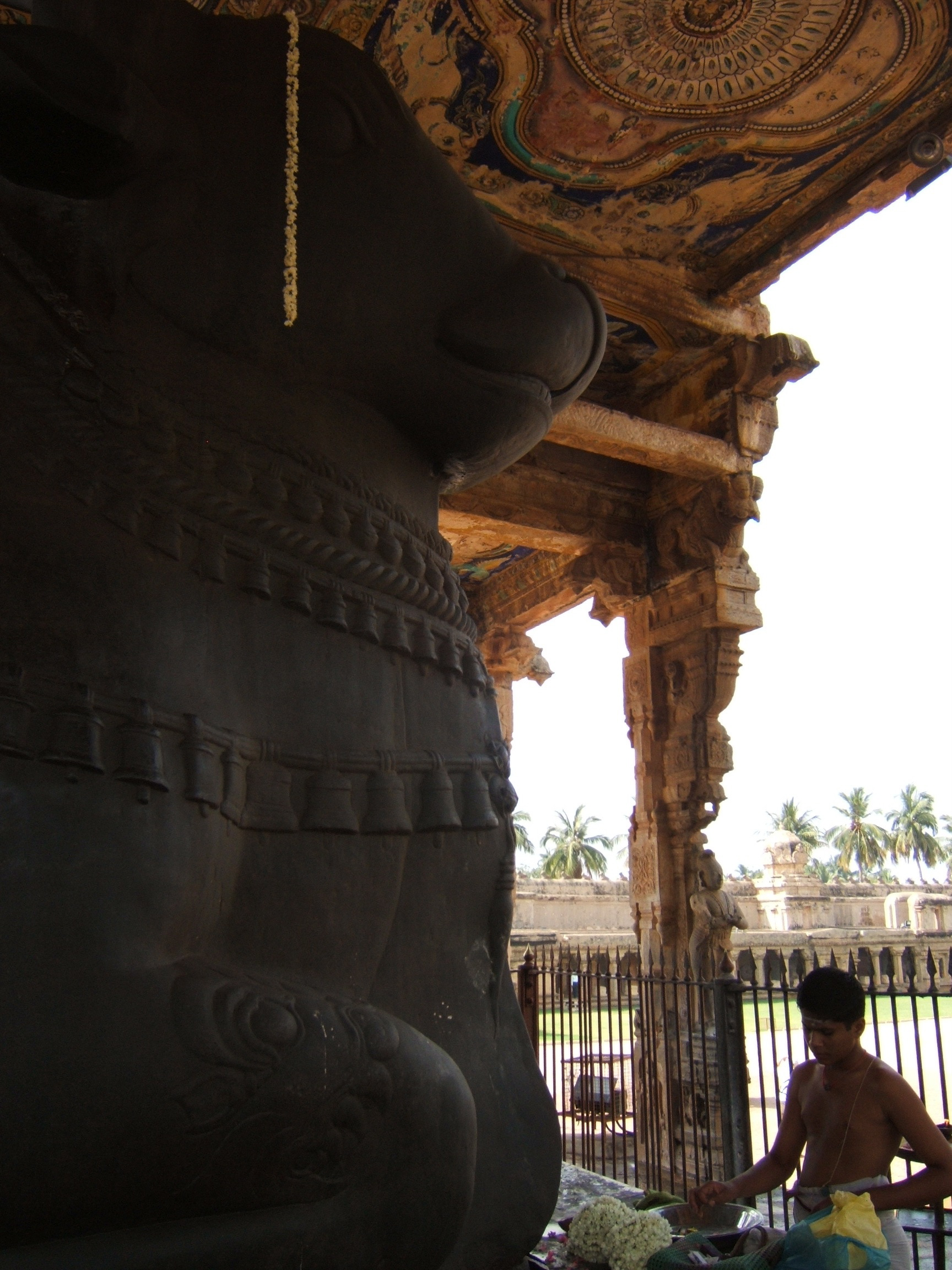
Брахман проводит пуджу быку Нанди в храме Брихадишвара в Танджавуре, штат Тамилнад. Эта статуя быка Нанди имеет в длину 6 метров и была вырезана из одного блока гранита в X веке

В индуизме общество традиционно делится на четыре сословия, называемые варны, что в переводе с санскрита означает «цвет, форма, внешность».
1. Брахманы (Белый) — учителя и священники
2. Кшатрии (Красный) — воины, правители, дворяне
3. Вайшьи (Желтый) — земледельцы, торговцы и предприниматели
4. Шудры (Черный) — слуги и рабочие

Помимо данных четырёх варн, в индийском обществе возникли вневарновые низшие касты, представителей которых стали называть «неприкасаемыми».
Как среди индуистов, так и среди учёных, существует много споров о том, является ли кастовая система неотъемлемой частью индуизма, основанной на священных писаниях, или же представляет собой отживший социальный обычай. Самое раннее упоминание о варнах содержится в Пуруша-сукте «Ригведы». Один из гимнов «Ригведы», а также другие тексты более позднего периода, указывают на то, что изначально принадлежность к одной из варн не обязательно определялась рождением человека в той или иной семье, а скорее зависела от его рода занятий, личных качеств, природы и наклонностей:
कारुरहं ततो भिषगुपलप्रक्षिणी नना ।
Я — поэт, папа — лекарь, 

Мама возится с мельницей.

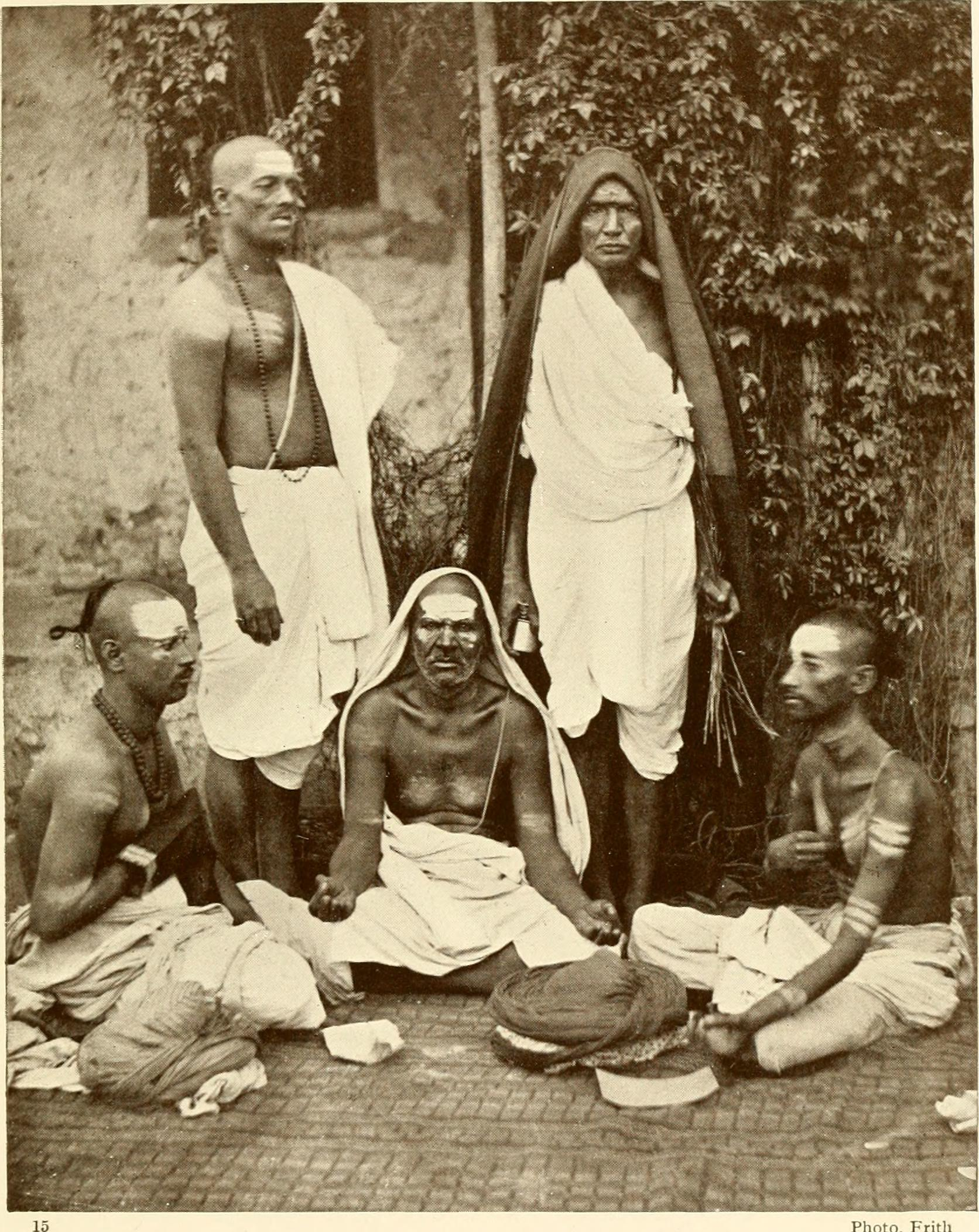
Брахманы (1913 год)

Однако, со временем, система варн претерпела изменения и превратилась в жёсткую кастовую систему, в которой принадлежность к одной из варн стала передаваться исключительно по наследству и представители высших каст не давали возможности «подняться» тем, кто принадлежал к низшим кастам. Такая деградация изначальной концепции системы варн положила начало дискриминации, основанной на принадлежности по рождению к той или иной варне. Категоризация каст также даётся в «Ману-смрити». Согласно «Бхагавадгите», принадлежность к той или иной варне определяется в зависимости от качеств человека и деятельности, которой он занимается. В «Бхагавадгите» Кришна утверждает, что система деления общества на четыре варны было создано лично им, богом, и ничего не говорит о кастовом делении общества по рождению:
В соответствии с тремя гунами (качествами) материальной природы и связанной с ними деятельностью, Я разделил человеческое общество на четыре сословия. Но знай же, что, хотя Я и являюсь создателем этой системы, Сам Я, вечный и неизменный, непричастен к какой-либо деятельности.

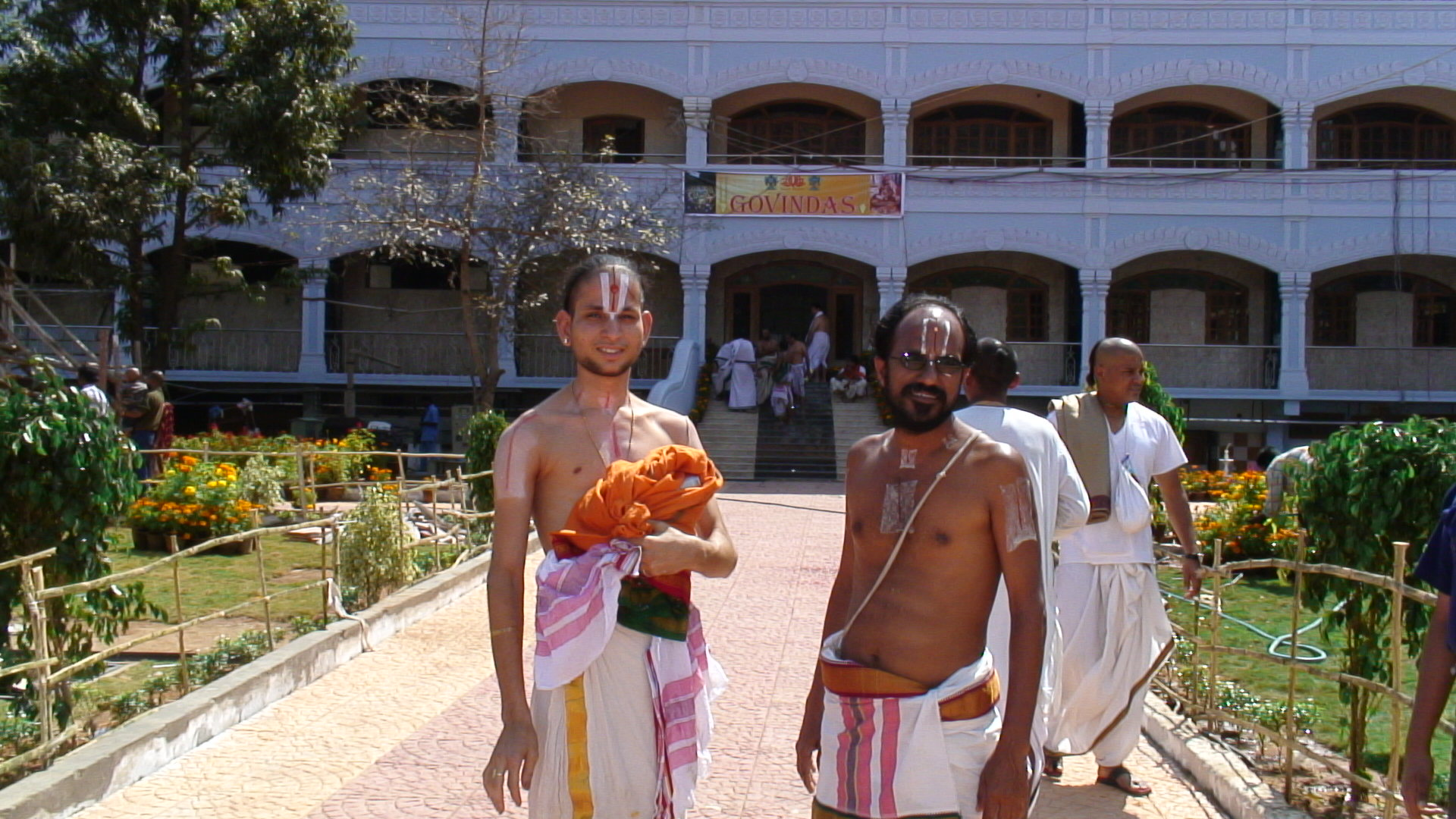
Вайшнавские брахманы-пуджари храма Венкатешвара в Тирупати, Южная Индия

Это также поддерживается различными историями ведийских мудрецов (риши), которые не были рождены в брахманических семьях, но стали брахманами позднее. Например, риши Вишвамитра родился в семье кшатриев, и только позднее прославился как великий брахман-мудрец. Другой мудрец, Валмики, вообще был разбойником и находился на уровне ниже шудры, но позднее «превратился» в святого мудреца, и написал «Рамаяну». А составитель всей ведийской литературы риши Вьяса был сыном дочери шудры-рыбака. Также, в ведийские времена, для шудр не существовало запрета на изучение Вед и на участие в религиозных ритуалах. Такой запрет появился гораздо позднее.
На протяжении истории, многие общественные деятели и социальные реформаторы, такие как Махатма Ганди, подвергали критике кастовую дискриминацию. Религиозный учитель Рамакришна (1836—1886) утверждал:
Возлюбленные бога не принадлежат ни к какой касте. Брахман, не имеющий любви к богу, — уже не брахман, а пария, возлюбивший бога — уже более не пария. Посредством бхакти [любви и преданности богу] даже неприкасаемый очищается и поднимается до самого возвышенного уровня.
Многие социологи указывают на то, что в современном индуистском обществе система варн обладает существенной гибкостью и не заслуживает всей критики о социальной дискриминации, которой её подвергают.

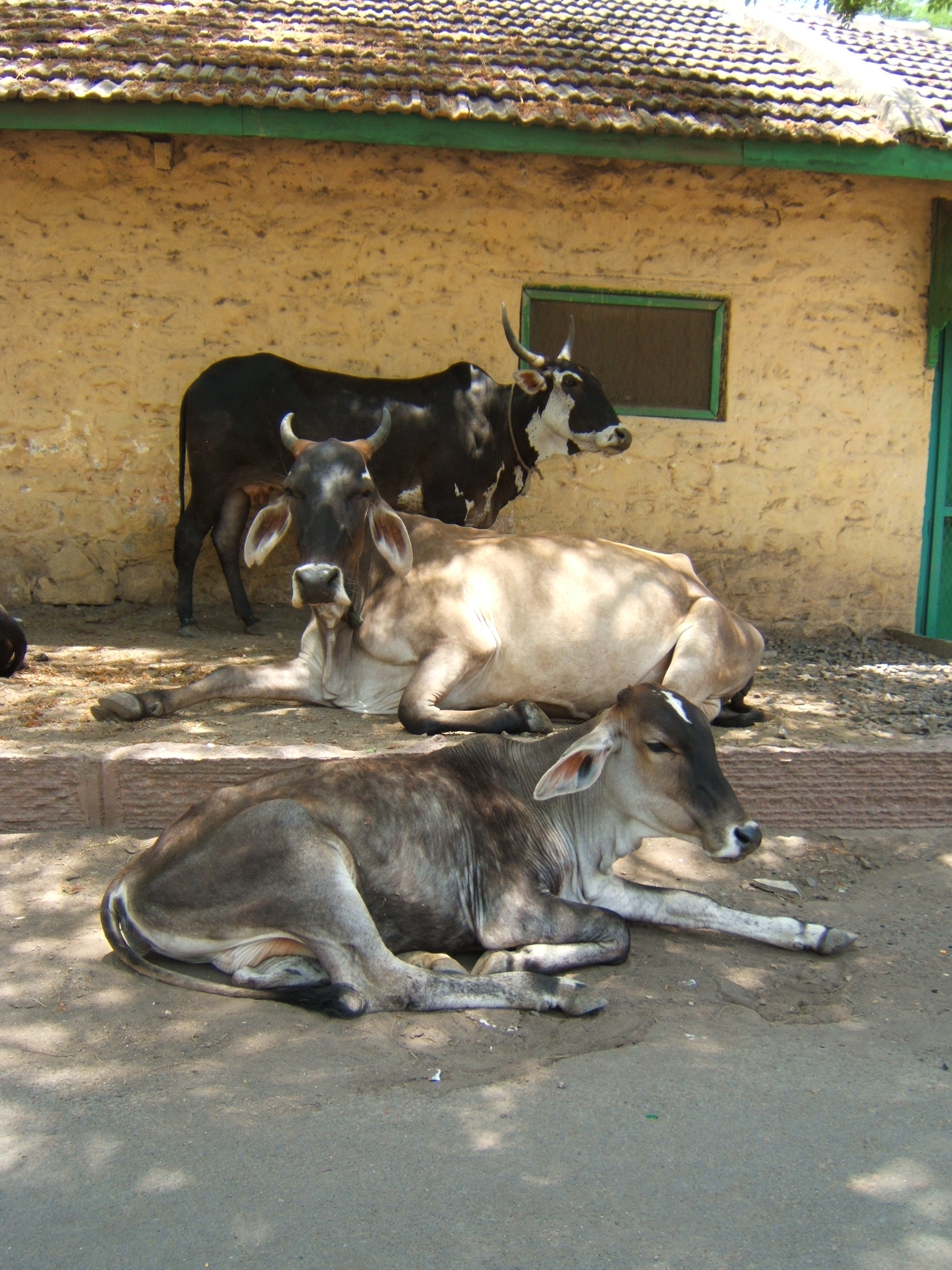
Коровы испокон веков почитаются индуистами как мать и их убийство является противозаконным во всех штатах современной Индии кроме Западной Бенгалии и Кералы.

### Ахимса и вегетарианство
Индуисты в основном следуют принципу ахимсы (ненасилия), так как верят в то, что все живые существа по своей природе духовны и являются частичками или искрами бога, который в одной из своих форм как Параматма (сверхдуша) постоянно присутствует во всех живых существах — животных, растениях, рыбах, насекомых и даже микроорганизмах. Термин «ахимса» упоминается в Упанишадах, в эпосе «Махабхарата», ахимса — это также первая из ям (обетов самоограничения) в «Йога-сутрах» Патанджали.
Из уважения к другим живым существам, многие индуисты придерживаются вегетарианской диеты. Вегетарианство является одним из важных аспектов индуизма — оно рассматривается как одно из средств достижения саттвического (чистого, благостного) образа жизни. Общее количество лакто-вегетарианцев в Индии по разным подсчётам составляет от 20 % до 42 % от числа всех жителей. Результаты исследований также показывают, что большинство тех индийцев, которые не являются вегетарианцами, употребляют невегетарианскую пищу редко, и только менее 30 % делают это регулярно. Следование вегетарианству также сильно зависит от социального положения и от регионов проживания. Например, среди индийцев проживающих на морском побережье, процент вегетарианцев гораздо меньше по причине большой зависимости от морских продуктов. Наиболее ортодоксальные индуисты также не употребляют в пищу лук и чеснок, которые рассматриваются как продукты, относящиеся к низшим качествам или гунам материальной природы — раджасу и тамасу.
Абсолютное большинство индуистов-мясоедов воздерживаются от употребления в пищу говядины. Население Индии во времена ведийской цивилизации и в последующие поколения, вплоть до наших дней, использовали и используют корову как источник белка в форме молока и молочных продуктов, а также как поставщика удобрений и топлива в форме коровьего навоза. Корова всегда олицетворяла в индийском обществе фигуру матери. Индуисты почитают корову как олицетворение бескорыстного жертвования. Забой коров запрещён, или ограничен законом во всех штатах Индии, кроме Кералы и Западной Бенгалии.

### Положение женщин и семья

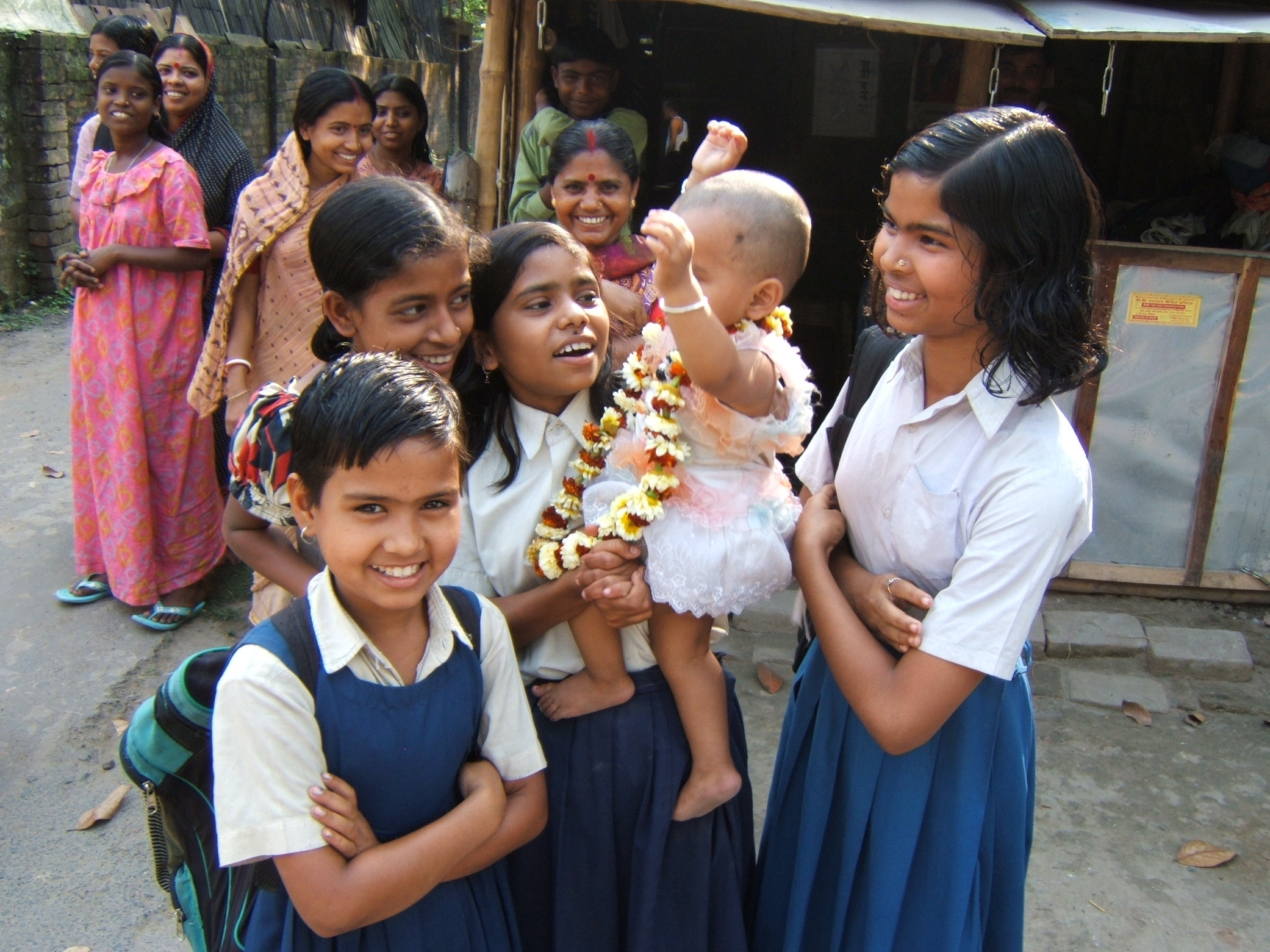
Девочки-индуистки в одной из деревень в Западной Бенгалии.

Роль женщин в индуизме часто является предметом дискуссий — их положение рассматривается одними как благополучное, а другими как нетерпимое. Позиция женщин в индуизме в основном базируется на различных религиозных писаниях, которые имеют разный авторитет и тематику. Положительным отношением к женщине характеризуются такие писания индуизма, как «Рамаяна» и «Махабхарата», в которых превозносится образ идеальной женщины, в то время как другие тексты, такие как «Ману-смрити» устанавливают ограничения в правах женщин. В индуизме считается, что женщины должны обязательно состоять замужем и оставаться целомудренными и чистыми любой ценой. Однако существуют исторические свидетельства того, что, например, во времена великих индийских царств профессиональные проститутки (такие как Амрапали из Вайшали) занимали высокое и уважаемое положение в обществе, также как и священные храмовые танцовщицы девадаси, женщины-маги басави, тантрические кулики.
В Упанишадах упоминаются несколько женщин-мудрецов и провидцев, наиболее заметными из которых являются Гарги и Майтрейи. В «Харита-дхарма-сутре» (части «Яджурведы») говорится, что существует два рода женщин:
- Садхьявадху — женщины, которые выходят замуж.
- Брахмавадини — женщины, которые имеют склонность практиковать духовную жизнь. Они могут носить брахманский шнур, совершать ведийское огненное жертвоприношение агнихотру и изучать Веды.

В «Уттара-рама-чарите» 2.3 Бхавабхути говорится, что Атрейи изучала философию и Веды в Южной Индии. В «Шанкара-дигвиджае» 9.63 Мадхвачарьи описывается, как Шанкара дискутировал с женщиной-философом Убхая Бхарати, которая обладала большими познаниями в Ведах. В некоторых школах ведийских священников также учатся женщины.

#### Свадьба, приданое и развод
Согласно древней индуистской традиции, после свадьбы муж должен быть как бог для своей жены. По сегодняшний день многие женщины-индуски следуют предписанным ритуалам в общении со своим мужем, прикасаясь к его стопам, омывая их и получая от него благословения. В «Ману-смрити» описывается восемь видов свадьбы: в двух из которых родители невесты перед свадьбой одевают её в дорогие одежды и покрывают драгоценностями, в двух других — семья жениха преподносит различные дары семье невесты и в остальных четырёх не происходит никакого обмена подарками. Из стихов «Ригведы» можно сделать вывод о том, что в ведийской культуре женщины выходили замуж во взрослом возрасте и, возможно, имели право выбирать своего мужа. В свадебном гимне «Ригведы» говорится о «мужьях» (во множественном числе) для одной жены.

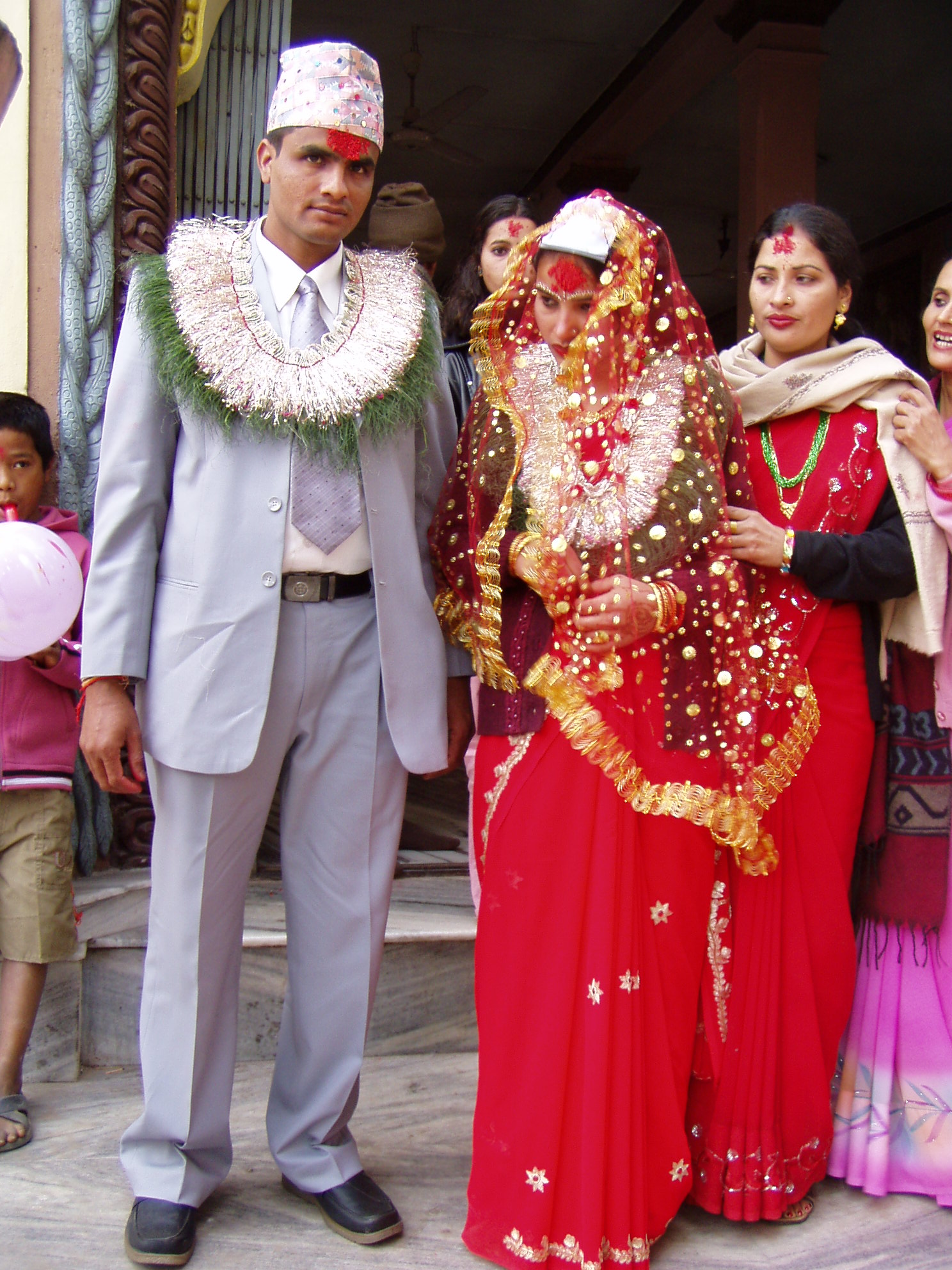
Молодожёны после обряда индуистской свадьбы в Непале.

Практика давать приданое не поощряется в ортодоксальном индуизме и по мнению некоторых исследователей является «извращением санскритических свадебных предписаний в писаниях». Приданое тесно связано с кастовым статусом — в высших кастах приданое обычно должна давать семья девушки, а в низших — наоборот даётся семьёй жениха. В современном индуизме наблюдается тенденция к всё более широкому использованию обряда давать приданое, в том числе из-за влияния таких процессов как санскритизация и урбанизация.
Как в «Ману-смрити», так и в «Артхашастре» говорится, что если муж импотент, совершил акт супружеской неверности, стал аскетом, был изгнан из общества или пропал без вести и не появился в течение определённого периода времени, тогда жена имеет право оставить его и снова выйти замуж. В «Артха-шастре» также утверждается, что при других обстоятельствах развод возможен только при обоюдном согласии обеих сторон.

#### Вдовствои повторное замужество
В традиционных индуистских семьях вдовы должны были, а во многих семьях должны и по сегодняшний день, носить белое сари и отказаться от использования украшений, включая бинди. Присутствие вдов на религиозных ритуалах рассматривалось как дурной знак, и они были обречены проводить остаток своих дней, практикуя духовные аскезы. Подобные ограничения в правах для вдов были особенно сильны в высших кастах индийского общества, где женщины даже должны были брить голову, и где была строго ограничена возможность повторного замужества. В настоящее время, подобным ограничениям следует только небольшое количество вдов, хотя ореол неблагоприятности вокруг вдовства продолжает оставаться. Хотя во многих текстах описывается возможность повторного замужества для вдов, это всегда рассматривается как неблагоприятная ситуация. Вдовы не обладали одинаковыми правами с женщинами, которые были замужем только один раз, а дети вдов ограничивались в некоторых правах. Согласно данным на 2007 год, вдовы составляют 3 % населения Индии. Для многих вдов единственной возможностью выжить является попрошайничество на улицах. Социологические исследования показывают, что многие вдовы из-за боязни нарушить устоявшиеся обычаи не хотят повторно выходить замуж.

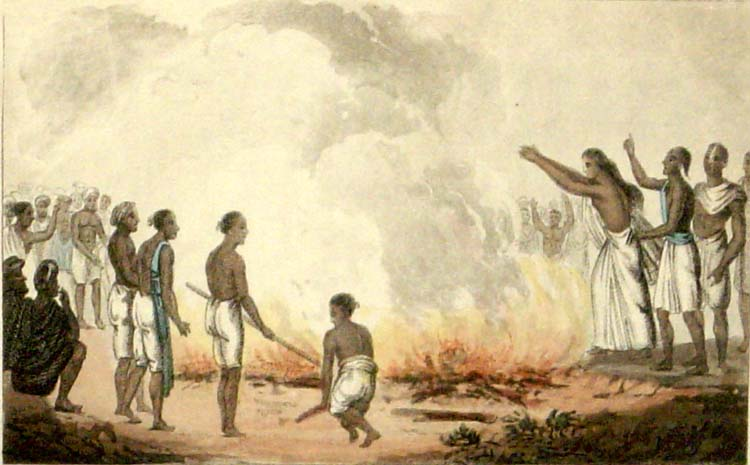
Индуистская вдова сжигает себя на погребальном костре вместе с телом своего мужа. Гравюра 1820 года.

#### Сати
Во многих Пуранах сати упоминается как очень похвальный обряд. Несколько примеров сати также описываются в индуистских эпосах. Некоторые примеры из «Махабхараты»:
- Несколько жён Васудевы — Рохини, Деваки, Бхадра и Мадира — совершили обряд сати[145].
- Мадри, вторая жена Панду, которая чувствовала себя виновной в его смерти, совершила обряд сати. Тогда как его первая жена Кунти не сделала этого[146].

Уже в период Гуптов (IV век), появляются свидетельства того, что ритуал сати стал носить принудительный характер: вдов принуждали к самосожжению после смерти мужа. Наряду с кастовой системой, обряд сати был одним из аспектов индуизма, подвергавшихся наиболее суровой критике, которая исходила как от самих индуистов, так и от представителей других религий, в особенности христианства и ислама. Внутри индуизма критика обряда сати была характерна для деятелей реформаторских движений. Так, основатель Брахмо-самаджа Рам Мохан Рой сыграл значительную роль в запрете обряда сати в Британской Индии.

### Определение индуиста и обращение в индуизм

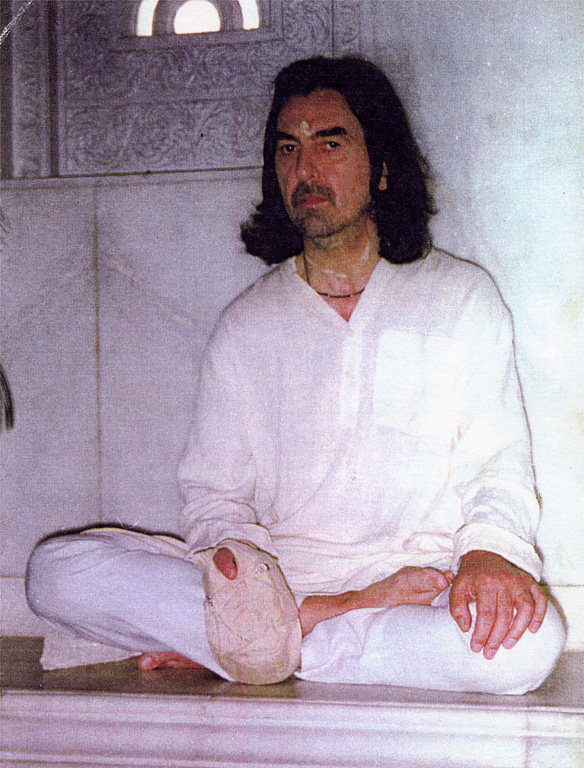
Джордж Харрисон, обратившийся в индуизм ещё в 1960-е годы, повторяет мантру Харе Кришна на чётках во Вриндаване.

Широко распространён тезис о том, будто индийцы категорически не согласны признавать индуистами людей иного этнического происхождения. Однако, как в нормах самого индуизма как религиозной системы, так и в светском индийском законодательстве нет установлений, увязывающих принадлежность к индуизму с этническими критериями. Юридическое определение индуизма было дано Верховным Судом Индии в 1966 году. С уточнениями, внесёнными 2 июля 1995 года, оно включает 7 основных признаков:
1. «почтительное отношение к Ведам как к высшему авторитету в религиозных и философских вопросах»;
2. наличие духа терпимости по отношению к иной точке зрения, вытекающей из признания того, что истина многогранна;
3. признание космического «великого мирового ритма» — огромных периодов творения, сохранения и разрушения Вселенной, следующих один за другим в бесконечной последовательности, представление о котором разделяют все шесть основных систем индуистской философии;
4. вера в перерождение (реинкарнацию) и предыдущее существование души (индивидуальной духовной сущности);
5. признание того, что освобождение (из «колеса перевоплощений») достижимо различными путями;
6. осознание в качестве «равноправных» возможностей «идолопоклонства и отрицания почитания зримого образа богов»;
7. понимание того, что, в отличие от других религий, индуизм не связан с признанием определённого набора философских постулатов.

Ни в признаки самого индуизма, ни в перечень критериев, которым должен соответствовать последователь индуизма, Верховный Суд Индии не включил никаких национально-этнических критериев. 2 июля 1995 года Верховный Суд Индии признал, что:
Тот, кто с поклонением принимает Веды, принимает то, что освобождения можно достичь различными способами, признает ту истину, что можно поклоняться различным богам, что является отличительными особенностями индуистской религии, может быть назван индусом.
Прозелитизм исторически характерен для индуизма, согласно его распространению в странах Юго-Восточной Азии, с 1 по 5 в. н. э.
На раннем периоде развития индуизма не существовало других религий, которые составляли бы конкуренцию, и индуисты принимали всех за последователей санатана-дхармы. Поэтому необходимости обращать кого-то в индуизм просто не существовало. Хотя есть и примеры следования индуизму переселенцев в Индию. Так, Гелиодор — греческий посол индо-греческого царя Антиалкида, установивший предположительно в 113 году до н. э. в центральной Индии в Видише колонну Гелиодора, был, согласно надписи на ней, бхагаватой, одним из греков, обратившихся в вишнуизм.
С приходом наследственного кастового деления индийского общества в послеведический период, обращение в индуизм стало очень проблематичным. В наследственной кастовой системе положение человека в обществе в основном определялось рождением, поэтому обращение кого-то в индуизм было возможным только по праву рождения. Хотя кастовая система всё же допускала ассимиляцию в индуизм мигрирующих групп по прошествии нескольких поколений.
Современный взгляд на обращение в индуизм сформировался в результате упадка кастовой системы в сочетании с влиянием древних идей санатана-дхармы. В то время как одни приверженцы индуизма считают, что индуистом можно только родиться, — другие верят в то, что любой, кто следует индуистским верованиям и практикам, является индуистом. Некоторые индуисты в той или иной мере разделяют обе точки зрения.

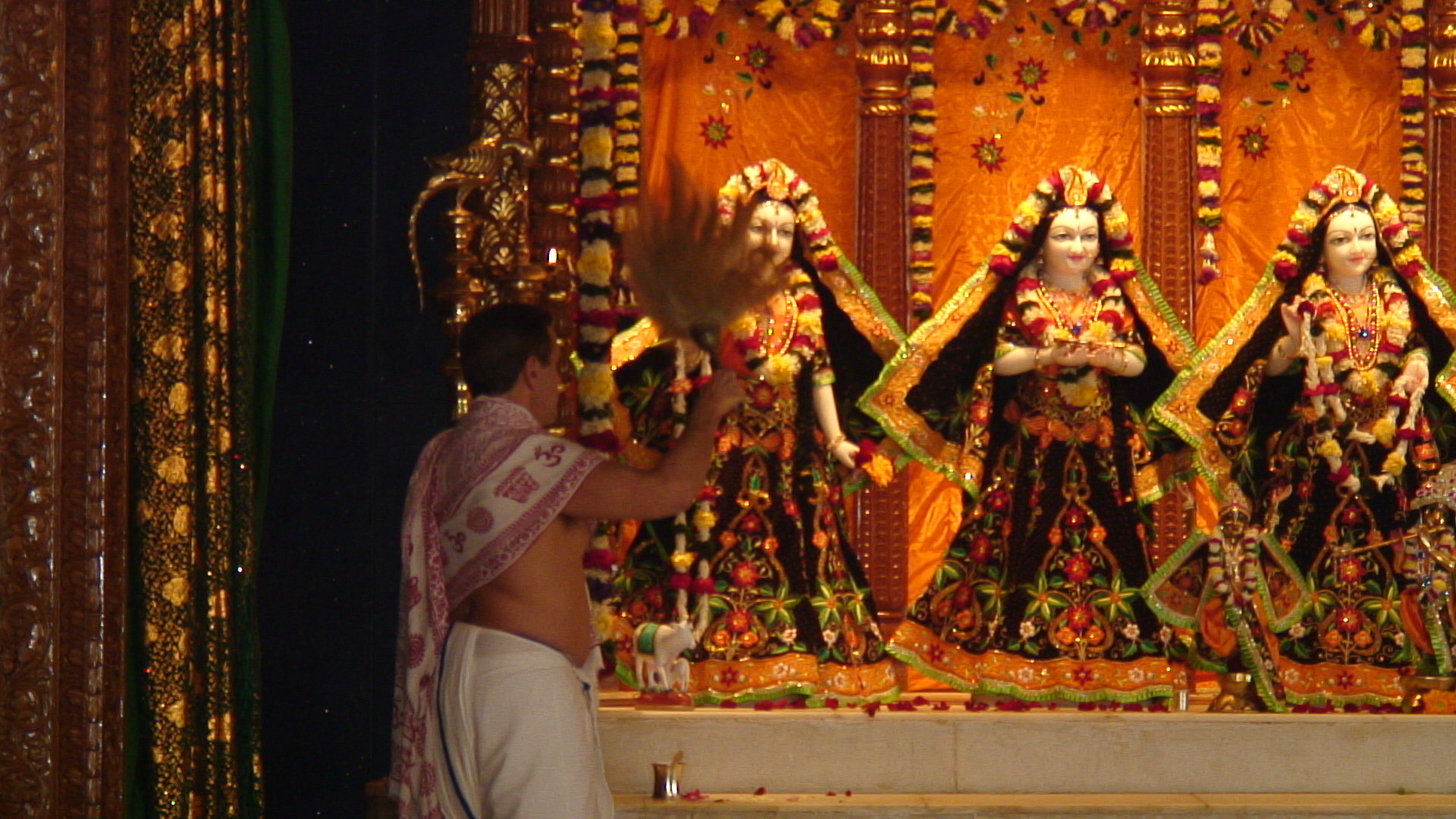
Альфред Форд, правнук легендарного основателя автомобильного концерна «Ford» Генри Форда, совершает пуджу Радхе-Кришне и восьми гопи в храме ИСККОН в Тирупати

Индуисты, проживающие за пределами Индии, как правило легко принимают желающих обратиться в индуизм. В самой Индии обращение в индуизм также становится всё более и более обыденным. Переход в индуизм стал набирать темпы также по причине усиления индуистских реформаторских движений. В частности, переход индийцев обратно в индуизм не представляет проблемы, так как многие индуисты верят в то, что перейти из индуизма в другую религию просто невозможно. Также считается вполне приемлемым обращение в индуизм одного из партнёров в супружеской паре, которому таким образом даётся полная возможность участвовать в индуистской религиозной и культурной жизни.
Формального обряда обращения в индуизм не существует, хотя во многих традициях ритуал, называемый «дикша» («духовное посвящение», «инициация»), знаменует начало духовной жизни после обращения в индуизм, а ритуал, называемый «шуддхи» («очищение») проводится при возвращении индийцев обратно в индуизм из другой религии. Многие течения в индуизме не являются проповедническими и не стремятся обращать кого-то, так как верят в то, что достичь совершенства в духовной жизни можно практикуя любую религию, при условии что эта практика осуществляется искренне. Однако, некоторые течения в индуизме, такие как гаудия-вайшнавизм, к которому принадлежит Международное общество сознания Кришны, являются проповедническими. В общем, понятие религиозной свободы для индуиста прежде всего зиждется на праве сохранить свою религию.

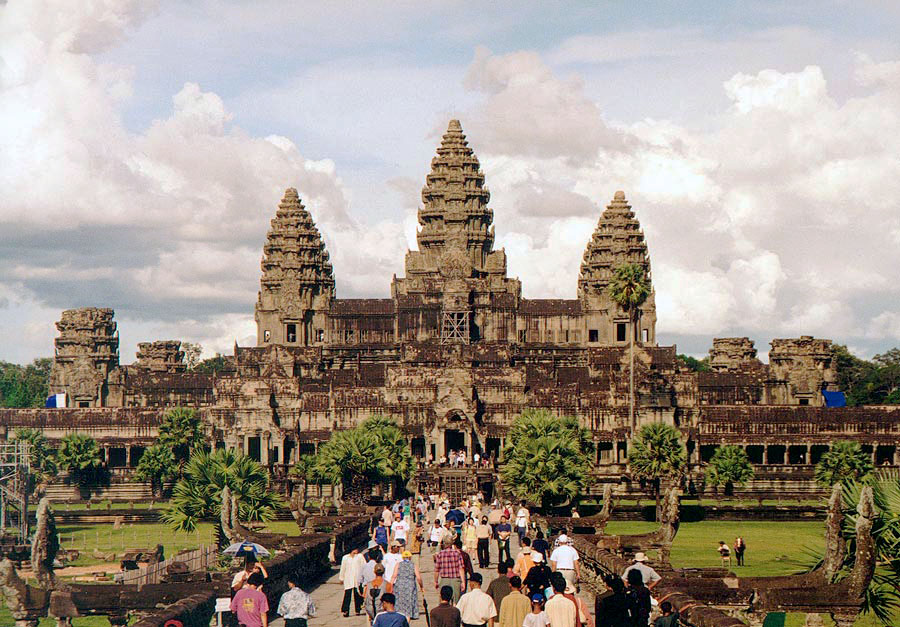
Ангкор-Ват — средневековый индуистский храм в Камбодже.

### Индуизм — этническая или мировая религия?
Индуизм часто называют этнической, а не мировой религией. Вместе с тем, ряд учёных относит индуизм к числу мировых. В принципе данная проблема перестала быть остро дискуссионной в науке, особенно западной, так как деление религий на мировые и немировые ныне считается устаревшим. Хотя большинство индуистов живёт в Индии, индуистские общины разбросаны почти по всем континентам, что придаёт индуизму глобальный статус. К концу XX века индуизм перешагнул национальные границы Индии и стал популярен в Европе, Северной и Южной Америке, Австралии и в России, претендуя на признание в качестве одной из мировых религий. В пользу признания индуизма мировой религией также свидетельствует тот факт, что по численности последователей он занимает третье место, после христианства и ислама, значительно опережая по количеству верующих буддизм — одну из религий, безоговорочно признаваемой в числе мировых.
Об индуизме в качестве мировой религии говорит и его история. Известно, что, в отличие от национальных (государственных) религий, например, Японии (синтоизм), КНР (даосизм), Израиля (иудаизм), индуизм в Индии и Непале распространён среди многих этносов, принадлежащих к разным языковым семьям и расам: индоарийцев, дравидов, тибето-бирманских и других. Кроме того, в древности и средневековье он был государственной религией во многих королевствах Азии, так называемой Большой Индии: начиная с Афганистана (Кабул) на Западе и включая почти всю Юго-Восточную Азию на Востоке (Камбоджа, Вьетнам, Индонезия, частично Филиппины), и лишь к XV веку почти везде был вытеснен буддизмом и исламом. Однако отдельные этносы или их части сохранили приверженность индуизму (балийцы и другие). Так, небольшое сообщество этнических афганцев, мигрировавших в индуистскую часть Индии после её раздела, по-прежнему остаются гражданами Индии и индуистами.

### География индуизма

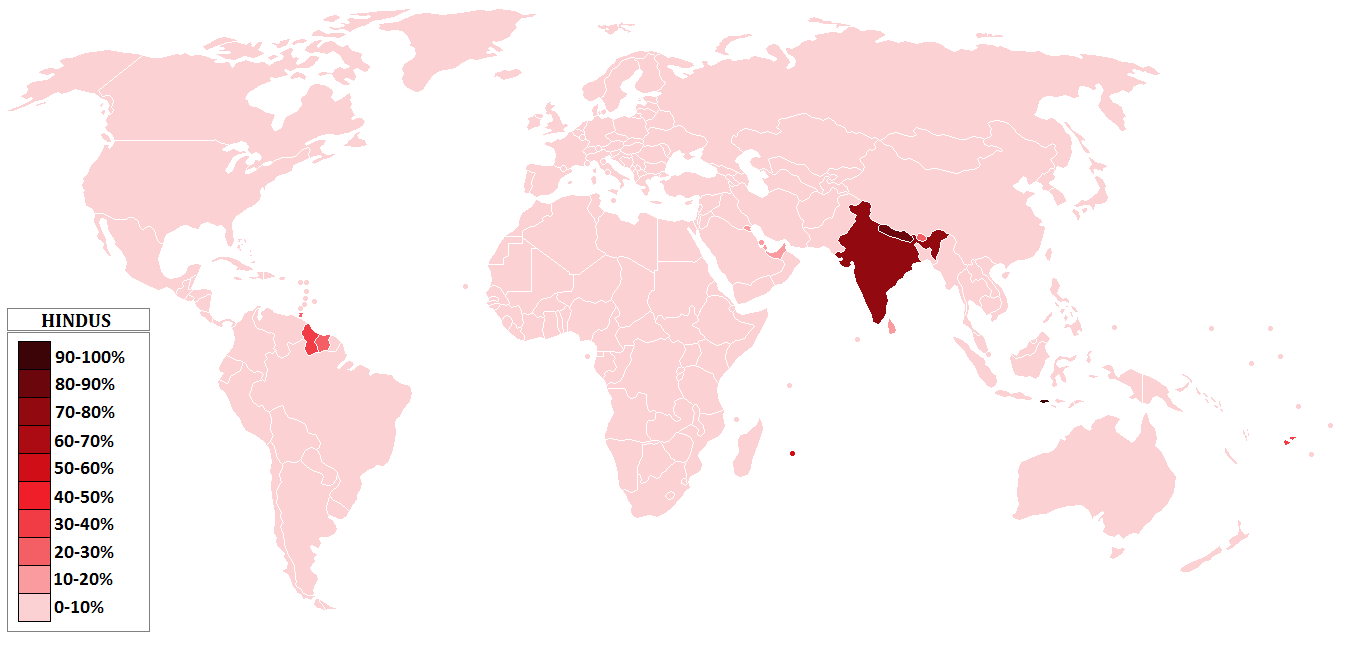
Карта распространения индуизма по странам

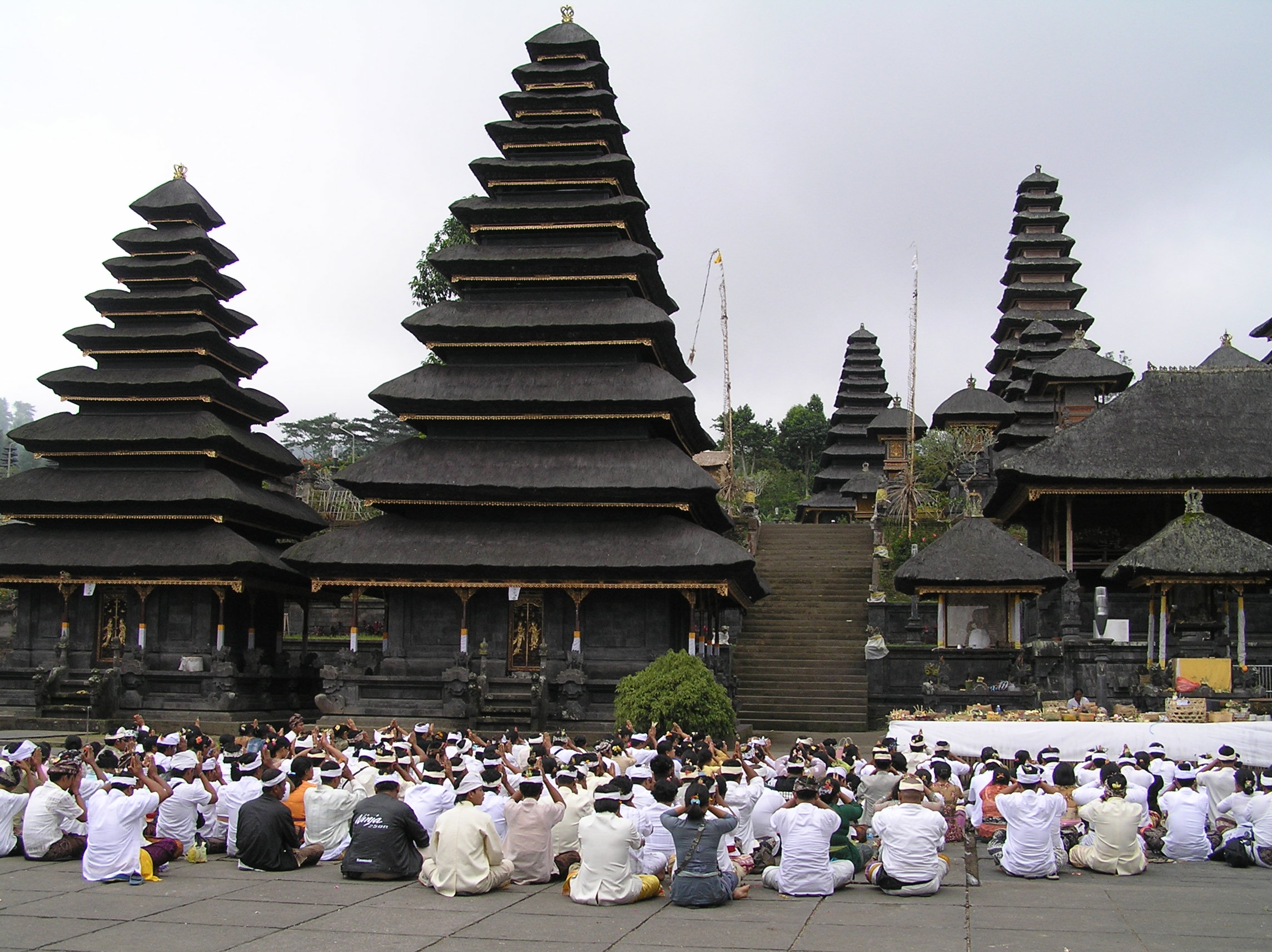
Балийцы молятся в главном храме Пура Бесаких (Индонезия).

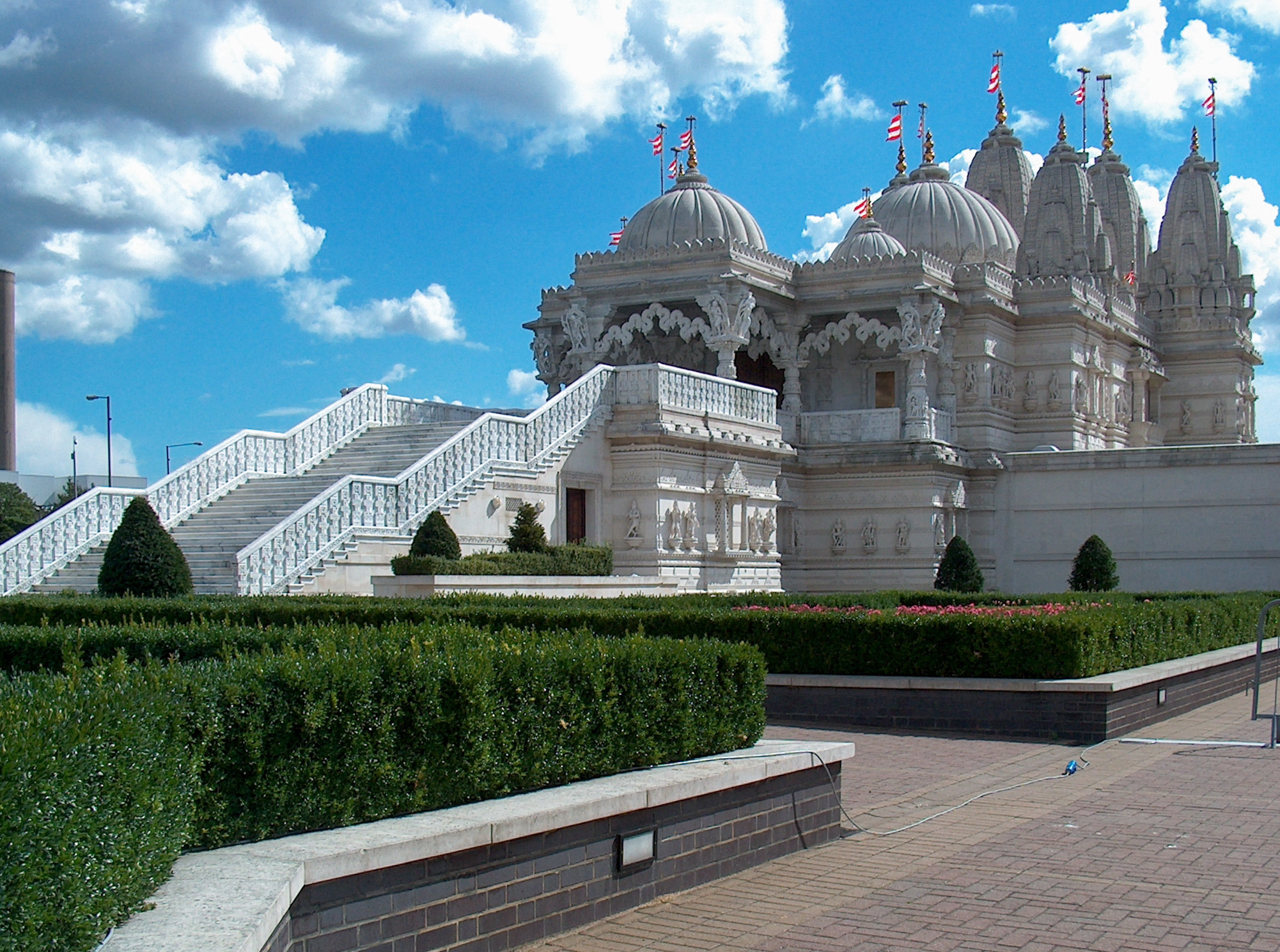
Шри Сваминараян Мандир в Лондоне — крупнейший индуистский храм в Европе

Из всего населения Индии, которое в 2015 году составляло примерно 1,25 млрд чел., индуизм исповедуют более 900 млн чел., или 79,8 % населения. Остальная часть населения: мусульмане, сикхи, христиане, джайны, буддисты, парсы, иудеи и последователи так называемых «племенных» религий. Все они в той или иной мере взаимодействуют с индуизмом.
В Непале индуизм исповедуют 23 млн человек, в Бангладеш — 15 млн человек.
Продолжают исповедовать индуизм (с преобладанием шиваизма) и некоторые неиндийские народы Юго-Восточной Азии: например, балийцы (3,9 млн человек) и часть яванцев в Индонезии, и чамы во Вьетнаме.
Индуизм также является преобладающей религией в многочисленных индийских общинах за пределами Южной Азии: в Южной и Восточной Африке, Южной Америке, Вест-Индии, США, Канаде, Европе, Австралии, Новой Зеландии, на индонезийских островах Бали и Ява. Согласно проведённому в 2001 году исследованию, в США индуизм исповедовали 1,1 млн чел., что составляло 0,4 % населения страны. Согласно переписи населения 2001 года в Великобритании, численность индуистов составила 558 342 чел. Однако, согласно британской газете «The Guardian», в 2007 году в стране проживало около 1,5 млн индуистов. Во второй половине XX века индуизм также приобрёл много последователей среди неиндийского населения в Европе, Северной и Южной Америке, странах бывшего СССР. Широко распространились и стали привычными такие идеи, как карма, йога и вегетарианство.

### Индуизм и политика
В 1923 году В. Д. Саваркар в памфлете «Хиндутва: кто является индусом?» использовал термин «хиндутва» как набор принципов, определяющих принадлежность к индусской «нации». Он определял принадлежность к ней территорией, кровью (происхождением от ариев), культурой (классической санскритской) и религией (индуизмом).
К концу 1980-х годов идея хиндутвы, «индусскости» получила широкое распространение в индийской политике. В 1980 году была создана Бхаратия джаната парти (БДП) которую часто характеризуют как партию «индусского национализма», партию сторонников хиндутвы. В 1983 году начался процесс «рамаизации» политики Индии, Рама превратился в символ воинствующего индуизма. БДП сделала необходимость «освобождения» места рождения Рамы от построенной в XVI веке мечети Бабура своим основным лозунгом. 6 декабря 1992 года толпа индуистских фанатиков разрушила мечеть Бабура, после чего произошли кровопролитные индусско-мусульманские
столкновения.
Весной 2014 года БДП сформировала однопартийное правительство во главе с Н. Моди, что ещё больше укрепило позиции индуизма в Индии. В декабре 2014 года один из членов кабинета министров выступил с предложением о принятии федерального закона, запрещающего переход из индуизма в другие религии. На момент обсуждения этого вопроса смена религии уже была запрещена в 7 из 29 штатов Индии (в Гуджарате, Аруначал-Прадеше, Ориссе, Мадхья-Прадеше, Раджастхане и Химачал-Прадеше).